# IV liga polska w piłce nożnej (2019/2020)
IV liga 2019/2020 – 12. edycja rozgrywek piątego poziomu ligowego piłki nożnej mężczyzn w Polsce po reorganizacji lig w 2008. Startuje w nich 144 drużyny, grając w 20 grupach systemem kołowym. Sezon ligowy rozpoczął się w sierpniu 2019, ostatnie mecze rozegrane zostaną w czerwcu 2020 roku. Rozgrywki zostały przerwane w marcu 2020 r. z powodu pandemii COVID-19 i jednocześnie zostały zakończone przez uchwały regionalnych ZPN w maju 2020.

## Zasięg terytorialny grup
| grupa I           | grupa II            | grupa III                | grupa IV           | grupa V                 |
| ----------------- | ------------------- | ------------------------ | ------------------ | ----------------------- |
|                   |                     |                          |                    |                         |
| woj. dolnośląskie | woj. dolnośląskie   | woj. kujawsko-pomorskie  | woj. lubelskie     | woj. lubuskie           |
|                   |                     |                          |                    |                         |
| grupa VI          | grupa VII           | grupa VIII               | grupa IX           | grupa X                 |
|                   |                     |                          |                    |                         |
| woj. łódzkie      | woj. małopolskie    | woj. małopolskie         | woj. mazowieckie   | woj. mazowieckie        |
|                   |                     |                          |                    |                         |
| grupa XI          | grupa XII           | grupa XIII               | grupa XIV          | grupa XV                |
|                   |                     |                          |                    |                         |
| woj. opolskie     | woj. podkarpackie   | woj. podlaskie           | woj. pomorskie     | woj. śląskie            |
|                   |                     |                          |                    |                         |
| grupa XVI         | grupa XVII          | grupa XVIII              | grupa XIX          | grupa XX                |
|                   |                     |                          |                    |                         |
| woj. śląskie      | woj. świętokrzyskie | woj. warmińsko-mazurskie | woj. wielkopolskie | woj. zachodniopomorskie |

## Zasady spadków i awansów
IV liga jest szczeblem regionalnym, pośrednim między rozgrywkami grupowymi (III ligi) i okręgowymi (V ligi).
Mistrzowie grup uzyskali awans do III ligi, natomiast od czterech do sześciu ostatnich drużyn spadnie do odpowiedniej grupy okręgowej V ligi, przy czym liczba ta może zwiększyć się zależnie od liczby drużyn spadających z lig wyższych.

## Grupa I (dolnośląska wschód)

### Drużyny
W grupie występowało 16 zespołów, które walczyły o miejsce premiowane udziałem w barażach o awans do III ligi, grupa III. Ostatnie zespoły nie spadły do klasy okręgowej.
| Uczestnicy poprzedniej edycji                                                                                 | Uczestnicy poprzedniej edycji | Uczestnicy poprzedniej edycji | Uczestnicy poprzedniej edycji |
| --- | ----------------------------- | ----------------------------- | ----------------------------- |
| PŚW | Polonia-Stal Świdnica         | 3                             |                               |
| OPR | Orzeł Prusice                 | 4                             |                               |
| WIE | Sokół Wielka Lipa             | 5                             |                               |
| MAR | Sokół Marcinkowice            | 6                             |                               |
| BIE | Bielawianka Bielawa           | 7                             |                               |
| MDL | GKS Mirków/Długołęka          | 8                             |                               |
| ŻER | Piast Żerniki                 | 9                             |                               |
| PTR | Polonia Trzebnica             | 10                            |                               |
| BAR | Unia Bardo                    | 11                            |                               |
| PNR | Piast Nowa Ruda               | 12                            |                               |
| OZŚ | Orzeł Ząbkowice Śląskie       | 131                           |                               |
| Spadek z III ligi 2018/2019                                                                                   |                               |                               |                               |
| grupa III |                               |                               |                               |
| LDZ | Lechia Dzierżoniów            | 17                            |                               |
| Awans z klasy okręgowej                                                                                       |                               |                               |                               |
| grupa Wałbrzych                                                                                               |                               |                               |                               |
| PPI | Pogoń Pieszyce                | 1                             |                               |
| LBG | LKS Bystrzyca Górna           | 42                            |                               |
| grupa Wrocław                                                                                                 |                               |                               |                               |
| MJO | Moto Jelcz Oława              | 1                             |                               |
| WIW | Wiwa Goszcz                   | 2                             |                               |
| Oznaczenia: - kolumna pierwsza – skróty nazw drużyn, - kolumna trzecia – miejsce zajęte w poprzednim sezonie. |                               |                               |                               |

Objaśnienia:
1. Górnik Wałbrzych wycofał się po zakończeniu poprzedniego sezonu, w związku z czym utrzymał się Orzeł Ząbkowice Śląskie.
2. W związku z rezygnacją z awansu Victorii Tuszyn i Zamku Kamieńca Ząbkowickiego, do IV ligi awans uzyskała LKS Bystrzyca Górna.

### Tabela
| Lp. | Drużyna                        | M  | Z  | R | P  | Bramki | Bramki | Różn. | Pkt | Uwagi             | Bezpośrednio |
| --- | ------------------------------ | -- | -- | - | -- | ------ | ------ | ----- | --- | ----------------- | ------------ |
| 1   | Polonia-Stal Świdnica1 (M) (A) | 16 | 12 | 1 | 3  | 33     | 9      | +24   | 37  | Awans do III ligi |              |
| 2   | Sokół Wielka Lipa              | 16 | 10 | 4 | 2  | 30     | 11     | +19   | 34  |                   |              |
| 3   | Bielawianka Bielawa            | 16 | 9  | 3 | 4  | 39     | 18     | +21   | 30  |                   |              |
| 4   | Sokół Marcinkowice             | 16 | 9  | 2 | 5  | 35     | 23     | +12   | 29  |                   |              |
| 5   | Unia Bardo                     | 16 | 8  | 3 | 5  | 32     | 28     | +4    | 27  |                   |              |
| 6   | Piast Nowa Ruda                | 16 | 8  | 3 | 5  | 33     | 26     | +7    | 27  |                   |              |
| 7   | Moto Jelcz Oława               | 16 | 7  | 5 | 4  | 34     | 22     | +12   | 26  |                   |              |
| 8   | Piast Żerniki                  | 16 | 7  | 4 | 5  | 26     | 30     | −4    | 25  |                   |              |
| 9   | Lechia Dzierżoniów             | 16 | 7  | 2 | 7  | 32     | 28     | +4    | 23  |                   |              |
| 10  | GKS Mirków/Długołęka           | 16 | 7  | 1 | 8  | 32     | 34     | −2    | 22  |                   |              |
| 11  | Wiwa Goszcz                    | 16 | 5  | 4 | 7  | 26     | 39     | −13   | 19  |                   |              |
| 12  | Orzeł Ząbkowice Śląskie        | 16 | 4  | 4 | 8  | 26     | 37     | −11   | 16  |                   |              |
| 13  | Polonia Trzebnica              | 16 | 3  | 6 | 7  | 29     | 30     | −1    | 15  |                   |              |
| 14  | Orzeł Prusice                  | 16 | 3  | 3 | 10 | 29     | 46     | −17   | 12  |                   |              |
| 15  | Pogoń Pieszyce                 | 16 | 3  | 2 | 11 | 17     | 35     | −18   | 11  |                   |              |
| 16  | LKS Bystrzyca Górna            | 16 | 2  | 1 | 13 | 10     | 47     | −37   | 7   |                   |              |

Źródło: 90minut.pl 
Oznaczenia: (M) – tytuł mistrzowski, (A) – awans, (S) – spadek.
Zasady ustalania kolejności: 1. liczba zdobytych punktów w całym cyklu rozgrywek; 2. liczba punktów zdobyta w meczach bezpośrednich; 3. różnica bramek w meczach bezpośrednich; 4. różnica bramek w meczach bezpośrednich – bramki zdobyte na wyjeździe liczone podwójnie; 5. różnica bramek w całym cyklu rozgrywek; 6. liczba zdobytych bramek w całym cyklu rozgrywek. 
Bezpośrednio: stosowane, gdy dwie lub więcej drużyn mają identyczny dorobek punktowy.
Objaśnienia:
1Ze względu na wycofanie się Apisu Jędrzychowice z baraży o grę w III lidze, Polonia-Stal Świdnica otrzymała bezpośredni awans na wyższy szczebel.
- W związku z pandemią koronawirusa Zarząd Dolnośląskiego Związku Piłki Nożnej we Wrocławiu uchwałą nr 192/II/2020 z dnia 14 maja 2020 roku podjął decyzję o zakończeniu sezonu rozgrywkowego 2019/2020. Kolejność drużyn w tabeli po rozegraniu 16 kolejek meczów przyjęta została jako końcowa kolejność rozgrywek w sezonie 2019/2020[3].
- Uchwałą nr 190/II/2020 Zarząd DZPN podjął również decyzję, że z IV ligi do klasy okręgowej nie spadnie żadna drużyna[4].

### Baraże o III ligę
W dniach 27 czerwca i 30 czerwca 2020 roku miały zostać rozegrane mecze barażowe o awans do III ligi w sezonie 2020/2021 pomiędzy 1. drużyną IV ligi (grupa dolnośląska wschodnia) a 1. zespołem IV ligi (grupa dolnośląska zachodnia). Mecze nie odbyły się w związku z rezygnacją drużyny Apis Jędrzychowice (mistrz IV ligi grupa dolnośląska zachodnia) z gry w barażach.
| 27.06.2020 | Polonia-Stal Świdnica | 3:0(wo) | Apis Jędrzychowice |  |
|            |                       |         |                    |  |

| 30.06.2020 | Apis Jędrzychowice | 0:3(wo) | Polonia-Stal Świdnica |  |
|            |                    |         |                       |  |

Awans do III ligi w sezonie 2020/2021 uzyskała Polonia-Stal Świdnica.

## Grupa II (dolnośląska zachód)

### Drużyny
W grupie występowało 16 zespołów, które walczyły o miejsce premiowane udziałem w barażach o awans do III ligi, grupa III. Ostatnie zespoły nie spadły do klasy okręgowej.
| Uczestnicy poprzedniej edycji                                                                                 | Uczestnicy poprzedniej edycji | Uczestnicy poprzedniej edycji | Uczestnicy poprzedniej edycji |
| --- | ----------------------------- | ----------------------------- | ----------------------------- |
| STR | AKS Strzegom                  | 1                             |                               |
| JĘD | Apis Jędrzychowice            | 2                             |                               |
| CH2 | Chrobry II Głogów             | 3                             |                               |
| ŚCI | Odra Ścinawa                  | 4                             |                               |
| GZŁ | Górnik Złotoryja              | 5                             |                               |
| RUD | Sparta Rudna                  | 6                             |                               |
| SZC | Orkan Szczedrzykowice         | 7                             |                               |
| JEL | Karkonosze Jelenia Góra       | 8                             |                               |
| CHO | Stal Chocianów                | 9                             |                               |
| PRO | Prochowiczanka Prochowice     | 10                            |                               |
| WĄS | Orla Wąsosz                   | 11                            |                               |
| GRE | Sparta Grębocice              | 12                            |                               |
| Awans z klasy okręgowej                                                                                       |                               |                               |                               |
| grupa Jelenia Góra                                                                                            |                               |                               |                               |
| LJS | Lotnik Jeżów Sudecki          | 1                             |                               |
| GGR | Gryf Gryfów Śląski            | 2                             |                               |
| grupa Legnica                                                                                                 |                               |                               |                               |
| LEP | KS Legnickie Pole             | 1                             |                               |
| KJA | Kuźnia Jawor                  | 2                             |                               |
| Oznaczenia: - kolumna pierwsza – skróty nazw drużyn, - kolumna trzecia – miejsce zajęte w poprzednim sezonie. |                               |                               |                               |

Objaśnienia:
1. AKS Strzegom przegrał baraże o awans do III ligi ze Śląskiem II Wrocław.

### Tabela
| Lp. | Drużyna                   | M  | Z  | R | P  | Bramki | Bramki | Różn. | Pkt | Uwagi | Bezpośrednio |
| --- | ------------------------- | -- | -- | - | -- | ------ | ------ | ----- | --- | ----- | ------------ |
| 1   | Apis Jędrzychowice1 (M)   | 16 | 12 | 1 | 3  | 56     | 14     | +42   | 37  |       |              |
| 2   | AKS Strzegom              | 16 | 12 | 1 | 3  | 38     | 14     | +24   | 37  |       |              |
| 3   | Karkonosze Jelenia Góra   | 16 | 12 | 1 | 3  | 43     | 15     | +28   | 37  |       |              |
| 4   | Chrobry II Głogów         | 16 | 11 | 3 | 2  | 46     | 18     | +28   | 36  |       |              |
| 5   | Odra Ścinawa              | 16 | 9  | 1 | 6  | 37     | 27     | +10   | 28  |       |              |
| 6   | Sparta Grębocice          | 16 | 7  | 3 | 6  | 29     | 29     | 0     | 24  |       |              |
| 7   | Sparta Rudna              | 16 | 7  | 3 | 6  | 40     | 36     | +4    | 24  |       |              |
| 8   | Górnik Złotoryja          | 16 | 7  | 3 | 6  | 23     | 17     | +6    | 24  |       |              |
| 9   | Orkan Szczedrzykowice     | 16 | 7  | 2 | 7  | 24     | 24     | 0     | 23  |       |              |
| 10  | KS Legnickie Pole         | 16 | 6  | 0 | 10 | 27     | 48     | −21   | 18  |       |              |
| 11  | Kuźnia Jawor              | 16 | 5  | 3 | 8  | 25     | 36     | −11   | 18  |       |              |
| 12  | Orla Wąsosz               | 16 | 4  | 4 | 8  | 16     | 35     | −19   | 16  |       |              |
| 13  | Lotnik Jeżów Sudecki      | 16 | 5  | 1 | 10 | 18     | 31     | −13   | 16  |       |              |
| 14  | Gryf Gryfów Śląski        | 16 | 3  | 2 | 11 | 14     | 46     | −32   | 11  |       |              |
| 15  | Stal Chocianów            | 16 | 2  | 4 | 10 | 14     | 44     | −30   | 10  |       |              |
| 16  | Prochowiczanka Prochowice | 16 | 1  | 4 | 11 | 22     | 38     | −16   | 7   |       |              |

Źródło: 90minut 
Oznaczenia: (M) – tytuł mistrzowski, (A) – awans, (S) – spadek.
Zasady ustalania kolejności: 1. liczba zdobytych punktów w całym cyklu rozgrywek; 2. liczba punktów zdobyta w meczach bezpośrednich; 3. różnica bramek w meczach bezpośrednich; 4. różnica bramek w meczach bezpośrednich – bramki zdobyte na wyjeździe liczone podwójnie; 5. różnica bramek w całym cyklu rozgrywek; 6. liczba zdobytych bramek w całym cyklu rozgrywek. 
Bezpośrednio: stosowane, gdy dwie lub więcej drużyn mają identyczny dorobek punktowy.
Objaśnienia:
* W związku z pandemią koronawirusa Zarząd Dolnośląskiego Związku Piłki Nożnej we Wrocławiu uchwałą nr 192/II/2020 z dnia 14 maja 2020 roku podjął decyzję o zakończeniu sezonu rozgrywkowego 2019/2020. Kolejność drużyn w tabeli po rozegraniu 16 kolejek meczów przyjęta została jako końcowa kolejność rozgrywek w sezonie 2019/2020.
- Uchwałą nr 190/II/2020 Zarząd DZPN podjął również decyzję, że z IV ligi do klasy okręgowej nie spadnie żadna drużyna[4].
1Apis Jędrzychowice zrezygnował z udziału w barażach o awans do III ligi.

### Baraże o III ligę
W dniach 27 czerwca i 30 czerwca 2020 roku miały zostać rozegrane mecze barażowe o awans do III ligi w sezonie 2020/2021 pomiędzy 1. drużyną IV ligi (grupa dolnośląska wschodnia) a 1. zespołem IV ligi (grupa dolnośląska zachodnia). Mecze nie odbyły się w związku z rezygnacją drużyny Apis Jędrzychowice (mistrz IV ligi grupa dolnośląska zachodnia) z gry w barażach.
| 27.06.2020 | Polonia-Stal Świdnica | 3:0(wo) | Apis Jędrzychowice |  |
|            |                       |         |                    |  |

| 30.06.2020 | Apis Jędrzychowice | 0:3(wo) | Polonia-Stal Świdnica |  |
|            |                    |         |                       |  |

Awans do III ligi w sezonie 2020/2021 uzyskała Polonia-Stal Świdnica.

## Grupa III (kujawsko-pomorska)

### Drużyny
| Uczestnicy poprzedniej edycji                                                                                 | Uczestnicy poprzedniej edycji | Uczestnicy poprzedniej edycji | Uczestnicy poprzedniej edycji |
| --- | ----------------------------- | ----------------------------- | ----------------------------- |
| OAK | Orlęta Aleksandrów Kujawski   | 2                             |                               |
| SPB | Sparta Brodnica               | 3                             |                               |
| PGM | Pogoń Mogilno                 | 4                             |                               |
| CUI | Cuiavia Inowrocław            | 5                             |                               |
| UGN | Unia Gniewkowo                | 6                             |                               |
| IKU | Kujawianka Izbica Kujawska    | 7                             |                               |
| RYP | Lech Rypin                    | 8                             |                               |
| LCH | Legia Chełmża                 | 9                             |                               |
| WŁK | Włocłavia Włocławek           | 10                            |                               |
| NPA | Notecianka Pakość             | 11                            |                               |
| CHC | Chełminianka Chełmno          | 12                            |                               |
| BKS | BKS Bydgoszcz                 | 13                            |                               |
| PTO | Pomorzanin Toruń              | 14                            |                               |
| Spadek z III ligi 2018/2019                                                                                   |                               |                               |                               |
| grupa II |                               |                               |                               |
| CHE | Chemik Bydgoszcz              | 16                            |                               |
| Awans z klasy okręgowej                                                                                       |                               |                               |                               |
| grupa kujawsko-pomorska I                                                                                     |                               |                               |                               |
| ZAW | Zawisza Bydgoszcz             | 1                             |                               |
| SLO | Sportis Łochowo               | 2                             |                               |
| grupa kujawsko-pomorska II                                                                                    |                               |                               |                               |
| LID | Lider Włocławek               | 1                             |                               |
| ZKU | Piast Złotniki Kujawskie      | 2                             |                               |
| Oznaczenia: - kolumna pierwsza – skróty nazw drużyn, - kolumna trzecia – miejsce zajęte w poprzednim sezonie. |                               |                               |                               |

### Tabela
| Lp. | Drużyna                     | M  | Z  | R | P  | Bramki | Bramki | Różn. | Pkt | Uwagi             | Bezpośrednio |
| --- | --------------------------- | -- | -- | - | -- | ------ | ------ | ----- | --- | ----------------- | ------------ |
| 1   | Pomorzanin Toruń (M) (A)    | 17 | 12 | 3 | 2  | 36     | 10     | +26   | 39  | Awans do III ligi |              |
| 2   | Lider Włocławek             | 17 | 11 | 2 | 4  | 31     | 19     | +12   | 35  |                   |              |
| 3   | Lech Rypin                  | 17 | 10 | 3 | 4  | 35     | 14     | +21   | 33  |                   |              |
| 4   | Sportis Łochowo             | 17 | 10 | 2 | 5  | 35     | 23     | +12   | 32  |                   |              |
| 5   | Chemik Bydgoszcz            | 17 | 10 | 2 | 5  | 37     | 21     | +16   | 32  |                   |              |
| 6   | Sparta Brodnica             | 17 | 9  | 3 | 5  | 29     | 16     | +13   | 30  |                   |              |
| 7   | Pogoń Mogilno               | 17 | 8  | 4 | 5  | 33     | 26     | +7    | 28  |                   |              |
| 8   | Kujawianka Izbica Kujawska  | 17 | 8  | 2 | 7  | 32     | 42     | −10   | 26  |                   |              |
| 9   | BKS Bydgoszcz               | 17 | 6  | 5 | 6  | 36     | 29     | +7    | 23  |                   |              |
| 10  | Orlęta Aleksandrów Kujawski | 17 | 7  | 2 | 8  | 24     | 31     | −7    | 23  |                   |              |
| 11  | Włocłavia Włocławek         | 17 | 7  | 1 | 9  | 28     | 41     | −13   | 22  |                   |              |
| 12  | Chełminianka Chełmno        | 17 | 7  | 1 | 9  | 36     | 37     | −1    | 22  |                   |              |
| 13  | Zawisza Bydgoszcz           | 17 | 6  | 3 | 8  | 29     | 23     | +6    | 21  |                   |              |
| 14  | Cuiavia Inowrocław          | 17 | 6  | 3 | 8  | 28     | 29     | −1    | 21  |                   |              |
| 15  | Unia Gniewkowo              | 17 | 5  | 4 | 8  | 27     | 33     | −6    | 19  |                   |              |
| 16  | Notecianka Pakość           | 17 | 5  | 1 | 11 | 19     | 33     | −14   | 16  |                   |              |
| 17  | Legia Chełmża               | 17 | 2  | 4 | 11 | 15     | 31     | −16   | 10  |                   |              |
| 18  | Piast Złotniki Kujawskie    | 17 | 1  | 1 | 15 | 12     | 65     | −53   | 4   |                   |              |

Źródło: 90minut 
Oznaczenia: (M) – tytuł mistrzowski, (A) – awans, (S) – spadek.
Zasady ustalania kolejności: 1. liczba zdobytych punktów w całym cyklu rozgrywek; 2. liczba punktów zdobyta w meczach bezpośrednich; 3. różnica bramek w meczach bezpośrednich; 4. różnica bramek w meczach bezpośrednich – bramki zdobyte na wyjeździe liczone podwójnie; 5. różnica bramek w całym cyklu rozgrywek; 6. liczba zdobytych bramek w całym cyklu rozgrywek. 
Bezpośrednio: stosowane, gdy dwie lub więcej drużyn mają identyczny dorobek punktowy.
Objaśnienia:
* W związku z pandemią koronawirusa Zarząd Kujawsko-Pomorskiego Związku Piłki Nożnej w Bydgoszczy uchwałą z dnia 25 maja 2020 roku podjął decyzję o zakończeniu sezonu rozgrywkowego 2019/2020. Kolejność drużyn w tabeli po rozegraniu 17 kolejek meczów przyjęta została jako końcowa kolejność rozgrywek w sezonie 2019/2020.
- Podjęto również decyzję, że awans do III ligi na sezon 2020/2021 uzyskał Pomorzanin Toruń, natomiast z IV ligi do klasy okręgowej nie spadnie żadna drużyna[6].

## Grupa IV (lubelska)

### Drużyny
W grupie wystąpiło 16 zespołów, które walczyły o miejsce premiowane awansem do III ligi, grupa IV.
| Uczestnicy poprzedniej edycji                                                                                 | Uczestnicy poprzedniej edycji | Uczestnicy poprzedniej edycji | Uczestnicy poprzedniej edycji |
| --- | ----------------------------- | ----------------------------- | ----------------------------- |
| LLU | Lewart Lubartów               | 2                             |                               |
| LUB | Lublinianka Lublin            | 3                             |                               |
| WER | Kryształ Werbkowice           | 4                             |                               |
| TTL | Tomasovia Tomaszów Lubelski   | 5                             |                               |
| KOŃ | Powiślak Końskowola           | 6                             |                               |
| ŁĘ2 | Górnik II Łęczna              | 7                             |                               |
| ŻMU | Victoria Żmudź                | 8                             |                               |
| CHE | Kłos Chełm                    | 9                             |                               |
| BIŁ | Łada 1945 Biłgoraj            | 10                            |                               |
| WŁO | Włodawianka Włodawa           | 11                            |                               |
| ORŁ | Orlęta Łuków                  | 12                            |                               |
| HTY | Huczwa Tyszowce               | 13                            |                               |
| Awans z klasy okręgowej                                                                                       |                               |                               |                               |
| grupa Biała Podlaska                                                                                          |                               |                               |                               |
| HMI | Huragan Międzyrzec Podlaski   | 1                             |                               |
| grupa Chełm                                                                                                   |                               |                               |                               |
| REF | Sparta Rejowiec Fabryczny     | 1                             |                               |
| grupa Lublin                                                                                                  |                               |                               |                               |
| GBY | Granit Bychawa                | 1                             |                               |
| grupa Zamość                                                                                                  |                               |                               |                               |
| HRU | Unia Hrubieszów               | 1                             |                               |
| Oznaczenia: - kolumna pierwsza – skróty nazw drużyn, - kolumna trzecia – miejsce zajęte w poprzednim sezonie. |                               |                               |                               |

### Tabela
| Lp. | Drużyna                     | M  | Z  | R | P  | Bramki | Bramki | Różn. | Pkt | Uwagi             |
| --- | --------------------------- | -- | -- | - | -- | ------ | ------ | ----- | --- | ----------------- |
| 1   | Lewart Lubartów (M) (A)     | 16 | 12 | 2 | 2  | 39     | 11     | +28   | 38  | Awans do III ligi |
| 2   | Włodawianka Włodawa         | 16 | 12 | 0 | 4  | 36     | 19     | +17   | 36  |                   |
| 3   | Huragan Międzyrzec Podlaski | 16 | 10 | 3 | 3  | 46     | 15     | +31   | 33  |                   |
| 4   | Tomasovia Tomaszów Lubelski | 16 | 10 | 3 | 3  | 32     | 16     | +16   | 33  |                   |
| 5   | Granit Bychawa              | 16 | 7  | 6 | 3  | 27     | 15     | +12   | 27  |                   |
| 6   | Powiślak Końskowola         | 15 | 8  | 3 | 4  | 24     | 17     | +7    | 27  |                   |
| 7   | Lublinianka Lublin          | 16 | 7  | 2 | 7  | 22     | 28     | −6    | 23  |                   |
| 8   | Łada 1945 Biłgoraj          | 16 | 5  | 6 | 5  | 22     | 20     | +2    | 21  |                   |
| 9   | Kryształ Werbkowice         | 16 | 5  | 4 | 7  | 22     | 25     | −3    | 19  |                   |
| 10  | Sparta Rejowiec Fabryczny   | 15 | 4  | 6 | 5  | 15     | 22     | −7    | 18  |                   |
| 11  | Victoria Żmudź              | 16 | 5  | 3 | 8  | 20     | 30     | −10   | 18  |                   |
| 12  | Orlęta Łuków                | 16 | 5  | 3 | 8  | 19     | 39     | −20   | 18  |                   |
| 13  | Unia Hrubieszów             | 16 | 5  | 1 | 10 | 23     | 34     | −11   | 16  |                   |
| 14  | Kłos Chełm                  | 16 | 3  | 2 | 11 | 20     | 28     | −8    | 11  |                   |
| 15  | Górnik II Łęczna            | 16 | 3  | 1 | 12 | 19     | 34     | −15   | 10  |                   |
| 16  | Huczwa Tyszowce             | 16 | 3  | 1 | 12 | 28     | 61     | −33   | 10  |                   |

Źródło: 90minut.pl (pol.) 
Oznaczenia: (M) – tytuł mistrzowski, (A) – awans, (S) – spadek.
Zasady ustalania kolejności: 1. liczba zdobytych punktów; 2. różnica zdobytych bramek; 3. większa liczba zdobytych bramek. 
Objaśnienia:
* W związku z pandemią koronawirusa Zarząd Lubelskiego Związku Piłki Nożnej w Lublinie uchwałą nr XXII/1 z dnia 16 maja 2020 roku podjął decyzję o zakończeniu sezonu rozgrywkowego 2019/2020. Kolejność drużyn w tabeli po rozegraniu 16 kolejek meczów przyjęta została jako końcowa kolejność rozgrywek w sezonie 2019/2020.
- Zgodnie z powyższą uchwałą podjęto również decyzję, że z IV ligi do klasy okręgowej nie spadnie żadna drużyna[7].

## Grupa V (lubuska)

### Drużyny
| Uczestnicy poprzedniej edycji                                                                                 | Uczestnicy poprzedniej edycji | Uczestnicy poprzedniej edycji | Uczestnicy poprzedniej edycji |
| --- | ----------------------------- | ----------------------------- | ----------------------------- |
| DPR | Dąb Przybyszów                | 2                             |                               |
| CGU | Carina Gubin                  | 3                             |                               |
| TKO | Tęcza Krosno Odrzańskie       | 4                             |                               |
| PRZ | TS Przylep                    | 5                             |                               |
| PSŁ | Polonia Słubice               | 6                             |                               |
| ILR | Ilanka Rzepin                 | 7                             |                               |
| POG | Pogoń Świebodzin              | 8                             |                               |
| KKO | Korona Kożuchów               | 9                             |                               |
| ZBĄ | Syrena Zbąszynek              | 10                            |                               |
| OŚN | Spójnia Ośno Lubuskie         | 11                            |                               |
| Spadek z III ligi 2018/2019                                                                                   |                               |                               |                               |
| grupa III |                               |                               |                               |
| GWK | Warta Gorzów Wielkopolski     | 14                            |                               |
| SGW | KS Stilon Gorzów Wielkopolski | 18                            |                               |
| Awans z klasy okręgowej                                                                                       |                               |                               |                               |
| grupa Gorzów Wielkopolski                                                                                     |                               |                               |                               |
| KUR | Meprozet Stare Kurowo         | 1                             |                               |
| SKW | Pogoń Skwierzyna              | 2                             |                               |
| grupa Zielona Góra                                                                                            |                               |                               |                               |
| PIŁ | KP Piast Iłowa                | 1                             |                               |
| CŻA | Czarni Żagań                  | 2                             |                               |
| Oznaczenia: - kolumna pierwsza – skróty nazw drużyn, - kolumna trzecia – miejsce zajęte w poprzednim sezonie. |                               |                               |                               |

### Tabela
| Lp. | Drużyna                           | M  | Z  | R | P  | Bramki | Bramki | Różn. | Pkt | Uwagi             | Bezpośrednio |
| --- | --------------------------------- | -- | -- | - | -- | ------ | ------ | ----- | --- | ----------------- | ------------ |
| 1   | Warta Gorzów Wielkopolski (M) (A) | 15 | 13 | 1 | 1  | 57     | 9      | +48   | 40  | Awans do III ligi |              |
| 2   | KS Stilon Gorzów Wielkopolski     | 15 | 12 | 1 | 2  | 48     | 15     | +33   | 37  |                   |              |
| 3   | Carina Gubin                      | 15 | 11 | 1 | 3  | 42     | 15     | +27   | 34  |                   |              |
| 4   | Polonia Słubice                   | 15 | 8  | 3 | 4  | 40     | 24     | +16   | 27  |                   |              |
| 5   | Spójnia Ośno Lubuskie             | 15 | 7  | 2 | 6  | 23     | 24     | −1    | 23  |                   |              |
| 6   | Pogoń Skwierzyna                  | 15 | 7  | 2 | 6  | 30     | 32     | −2    | 23  |                   |              |
| 7   | Dąb Przybyszów                    | 15 | 7  | 2 | 6  | 37     | 24     | +13   | 23  |                   |              |
| 8   | Korona Kożuchów                   | 15 | 6  | 3 | 6  | 17     | 32     | −15   | 21  |                   |              |
| 9   | Syrena Zbąszynek                  | 15 | 6  | 3 | 6  | 28     | 28     | 0     | 21  |                   |              |
| 10  | Meprozet Stare Kurowo             | 15 | 4  | 4 | 7  | 24     | 29     | −5    | 16  |                   |              |
| 11  | TS Przylep                        | 15 | 4  | 4 | 7  | 26     | 32     | −6    | 16  |                   |              |
| 12  | Ilanka Rzepin                     | 15 | 4  | 2 | 9  | 17     | 42     | −25   | 14  |                   |              |
| 13  | KP Piast Iłowa                    | 15 | 4  | 2 | 9  | 25     | 34     | −9    | 14  |                   |              |
| 14  | Czarni Żagań                      | 15 | 4  | 2 | 9  | 22     | 36     | −14   | 14  |                   |              |
| 15  | Pogoń Świebodzin                  | 15 | 4  | 1 | 10 | 23     | 40     | −17   | 13  |                   |              |
| 16  | Tęcza Krosno Odrzańskie           | 15 | 2  | 1 | 12 | 16     | 59     | −43   | 7   |                   |              |

Źródło: 90minut 
Oznaczenia: (M) – tytuł mistrzowski, (A) – awans, (S) – spadek.
Zasady ustalania kolejności: 1. liczba zdobytych punktów w całym cyklu rozgrywek; 2. liczba punktów zdobyta w meczach bezpośrednich; 3. różnica bramek w meczach bezpośrednich; 4. różnica bramek w meczach bezpośrednich – bramki zdobyte na wyjeździe liczone podwójnie; 5. różnica bramek w całym cyklu rozgrywek; 6. liczba zdobytych bramek w całym cyklu rozgrywek. 
Bezpośrednio: stosowane, gdy dwie lub więcej drużyn mają identyczny dorobek punktowy.
Objaśnienia:
* W związku z pandemią koronawirusa Zarząd Lubuskiego Związku Piłki Nożnej w Zielonej Górze uchwałą z dnia 7 maja 2020 roku podjął decyzję o zakończeniu sezonu rozgrywkowego 2019/2020. Kolejność drużyn w tabeli po rozegraniu 15 kolejek meczów przyjęta została jako końcowa kolejność rozgrywek w sezonie 2019/2020.
- Zgodnie z powyższą uchwałą Zarząd Lubuskiego ZPN podjął również decyzję, że z IV ligi do klasy okręgowej nie spadnie żadna drużyna[8].

## Grupa VI (łódzka)

### Drużyny
| Uczestnicy poprzedniej edycji                                                                                 | Uczestnicy poprzedniej edycji | Uczestnicy poprzedniej edycji | Uczestnicy poprzedniej edycji |
| --- | ----------------------------- | ----------------------------- | ----------------------------- |
| SDZ | Warta Sieradz                 | 2                             |                               |
| KUT | KS Kutno                      | 3                             |                               |
| ORB | Orkan Buczek                  | 4                             |                               |
| OMG | Omega Kleszczów               | 5                             |                               |
| STR | Zjednoczeni Stryków           | 6                             |                               |
| KWI | LKS Kwiatkowice               | 7                             |                               |
| WZE | Włókniarz Zelów               | 8                             |                               |
| CER | Ceramika Opoczno              | 9                             |                               |
| POD | Ner Poddębice                 | 10                            |                               |
| WDZ | Warta Działoszyn              | 11                            |                               |
| AWG | Andrespolia Wiśniowa Góra     | 12                            |                               |
| ZWO | Pogoń Zduńska Wola            | 13                            |                               |
| BZG | Boruta Zgierz                 | 14                            |                               |
| PE2 | Pelikan II Łowicz             | 15                            |                               |
| Awans z klasy okręgowej                                                                                       |                               |                               |                               |
| grupa Łódź |                               |                               |                               |
| ŁK2 | ŁKS II Łódź                   | 1                             |                               |
| grupa Piotrków Trybunalski                                                                                    |                               |                               |                               |
| PPT | Polonia Piotrków Trybunalski  | 1                             |                               |
| grupa Sieradz                                                                                                 |                               |                               |                               |
| WAR | Jutrzenka Warta               | 1                             |                               |
| grupa Skierniewice                                                                                            |                               |                               |                               |
| ONI | Orzeł Nieborów                | 1                             |                               |
| Oznaczenia: - kolumna pierwsza – skróty nazw drużyn, - kolumna trzecia – miejsce zajęte w poprzednim sezonie. |                               |                               |                               |

### Tabela
| Lp. | Drużyna                      | M  | Z  | R | P  | Bramki | Bramki | Różn. | Pkt | Uwagi                     | Bezpośrednio |
| --- | ---------------------------- | -- | -- | - | -- | ------ | ------ | ----- | --- | ------------------------- | ------------ |
| 1   | KS Kutno (M) (A)             | 17 | 14 | 1 | 2  | 48     | 17     | +31   | 43  | Awans do III ligi         |              |
| 2   | Warta Sieradz                | 17 | 11 | 4 | 2  | 52     | 18     | +34   | 37  |                           |              |
| 3   | Polonia Piotrków Trybunalski | 17 | 12 | 1 | 4  | 50     | 20     | +30   | 37  |                           |              |
| 4   | Orkan Buczek                 | 17 | 11 | 2 | 4  | 47     | 22     | +25   | 35  |                           |              |
| 5   | ŁKS II Łódź                  | 17 | 7  | 8 | 2  | 49     | 31     | +18   | 29  |                           |              |
| 6   | Pogoń Zduńska Wola           | 17 | 8  | 3 | 6  | 31     | 34     | −3    | 27  |                           |              |
| 7   | LKS Kwiatkowice              | 17 | 8  | 2 | 7  | 38     | 27     | +11   | 26  |                           |              |
| 8   | Warta Działoszyn             | 17 | 7  | 3 | 7  | 31     | 37     | −6    | 24  |                           |              |
| 9   | Omega Kleszczów              | 17 | 7  | 3 | 7  | 39     | 36     | +3    | 24  |                           |              |
| 10  | Włókniarz Zelów              | 17 | 7  | 3 | 7  | 31     | 32     | −1    | 24  |                           |              |
| 11  | Boruta Zgierz                | 17 | 6  | 5 | 6  | 39     | 35     | +4    | 23  |                           |              |
| 12  | Jutrzenka Warta              | 17 | 6  | 4 | 7  | 28     | 28     | 0     | 22  |                           |              |
| 13  | Zjednoczeni Stryków          | 17 | 4  | 8 | 5  | 30     | 32     | −2    | 20  |                           |              |
| 14  | Andrespolia Wiśniowa Góra    | 17 | 4  | 6 | 7  | 29     | 38     | −9    | 18  |                           |              |
| 15  | Ceramika Opoczno             | 17 | 4  | 3 | 10 | 24     | 41     | −17   | 15  |                           |              |
| 16  | Ner Poddębice                | 17 | 2  | 4 | 11 | 17     | 40     | −23   | 10  |                           |              |
| 17  | Pelikan II Łowicz1 (S)       | 17 | 2  | 2 | 13 | 14     | 63     | −49   | 8   | Spadek do klasy okręgowej |              |
| 18  | Orzeł Nieborów               | 17 | 2  | 0 | 15 | 20     | 66     | −46   | 6   |                           |              |

Źródło: 90minut 
Oznaczenia: (M) – tytuł mistrzowski, (A) – awans, (S) – spadek.
Zasady ustalania kolejności: 1. liczba zdobytych punktów w całym cyklu rozgrywek; 2. liczba punktów zdobyta w meczach bezpośrednich; 3. różnica bramek w meczach bezpośrednich; 4. różnica bramek w meczach bezpośrednich – bramki zdobyte na wyjeździe liczone podwójnie; 5. różnica bramek w całym cyklu rozgrywek; 6. liczba zdobytych bramek w całym cyklu rozgrywek. 
Bezpośrednio: stosowane, gdy dwie lub więcej drużyn mają identyczny dorobek punktowy.
Objaśnienia:
1Pelikan II Łowicz zrezygnował z udziału w IV lidze w następnym sezonie i przystąpił do rozgrywek klasy okręgowej.
- W związku z pandemią koronawirusa Komisja ds. Nagłych Łódzkiego Związku Piłki Nożnej w Łodzi uchwałą z dnia 19 maja 2020 roku podjął decyzję o zakończeniu sezonu rozgrywkowego 2019/2020. Kolejność drużyn w tabeli po rozegraniu 17 kolejek meczów przyjęta została jako końcowa kolejność rozgrywek w sezonie 2019/2020.
- Zgodnie z powyższą uchwałą podjęto również decyzję, że z IV ligi do klasy okręgowej nie spadnie żadna drużyna[9].

## Grupa VII (małopolska wschód)

### Drużyny
W grupie występuje 17 zespołów, które walczą o miejsce premiowane udziałem w barażach o awans do III ligi, grupa IV. Ostatnie zespoły spadną do klasy okręgowej.
| Uczestnicy poprzedniej edycji                                                                                 | Uczestnicy poprzedniej edycji | Uczestnicy poprzedniej edycji | Uczestnicy poprzedniej edycji |
| --- | ----------------------------- | ----------------------------- | ----------------------------- |
| UNT | Unia Tarnów                   | 1                             |                               |
| LIM | Limanovia Limanowa            | 2                             |                               |
| PMU | Poprad Muszyna                | 3                             |                               |
| BTA | Watra Białka Tatrzańska       | 4                             |                               |
| SNS2 | Sandecja II Nowy Sącz         | 5                             |                               |
| BOC | Bocheński KS                  | 6                             |                               |
| OKO | Okocimski KS Brzesko          | 7                             |                               |
| GOR | Glinik Gorlice                | 8                             |                               |
| MAN | Lubań Maniowy                 | 9                             |                               |
| TAR | Tarnovia Tarnów               | 10                            |                               |
| OSZ | Orkan Szczyrzyc               | 11                            |                               |
| BAR | Barciczanka Barcice           | 12                            |                               |
| DRW | GKS Drwinia                   | 132                           |                               |
| Awans z klasy okręgowej                                                                                       |                               |                               |                               |
| grupa Nowy Sącz                                                                                               |                               |                               |                               |
| RAZ | Wierchy Rabka Zdrój           | 1                             |                               |
| RYT | Poprad Rytro                  | 2                             |                               |
| grupa Tarnów II                                                                                               |                               |                               |                               |
| WWR | Wolania Wola Rzędzińska       | 1                             |                               |
| Oznaczenia: - kolumna pierwsza – skróty nazw drużyn, - kolumna trzecia – miejsce zajęte w poprzednim sezonie. |                               |                               |                               |

| Uczestnicy dołączeni do ligi    | Uczestnicy dołączeni do ligi |
| ------------------------------- | ---------------------------- |
| Bruk-Bet Termalica II Nieciecza | -3                           |

Objaśnienia:
1. Unia Tarnów przegrała baraże o awans do III ligi z Jutrzenką Giebułtów.
2. Ze względu na rezygnację Olimpii Kąty (mistrza grupy Tarnów I klasy okręgowej) z awansu, w IV lidze pozostał GKS Drwinia.
3. Bruk-Bet Termalica II Nieciecza został dokooptowany do rozgrywek.

### Tabela
| Lp. | Drużyna                         | M  | Z  | R | P  | Bramki | Bramki | Różn. | Pkt | Uwagi             | Bezpośrednio |
| --- | ------------------------------- | -- | -- | - | -- | ------ | ------ | ----- | --- | ----------------- | ------------ |
| 1   | Unia Tarnów (M) (B)             | 16 | 11 | 3 | 2  | 42     | 17     | +25   | 36  | Baraże o III ligę |              |
| 2   | Wolania Wola Rzędzińska         | 16 | 10 | 2 | 4  | 35     | 23     | +12   | 32  |                   |              |
| 3   | Poprad Muszyna                  | 16 | 9  | 5 | 2  | 35     | 17     | +18   | 32  |                   |              |
| 4   | Sandecja II Nowy Sącz           | 16 | 10 | 1 | 5  | 40     | 16     | +24   | 31  |                   |              |
| 5   | Lubań Maniowy                   | 16 | 9  | 2 | 5  | 30     | 21     | +9    | 29  |                   |              |
| 6   | Limanovia Limanowa              | 16 | 9  | 2 | 5  | 32     | 25     | +7    | 29  |                   |              |
| 7   | Bruk-Bet Termalica II Nieciecza | 16 | 9  | 2 | 5  | 32     | 22     | +10   | 29  |                   |              |
| 8   | Bocheński KS                    | 16 | 7  | 4 | 5  | 31     | 27     | +4    | 25  |                   |              |
| 9   | Wierchy Rabka Zdrój             | 16 | 7  | 3 | 6  | 23     | 20     | +3    | 24  |                   |              |
| 10  | Glinik Gorlice                  | 16 | 7  | 2 | 7  | 21     | 20     | +1    | 23  |                   |              |
| 11  | GKS Drwinia                     | 16 | 6  | 2 | 8  | 23     | 25     | −2    | 20  |                   |              |
| 12  | MKS Tarnovia                    | 16 | 6  | 1 | 9  | 25     | 31     | −6    | 19  |                   |              |
| 13  | Orkan Szczyrzyc                 | 16 | 4  | 2 | 10 | 17     | 39     | −22   | 14  |                   |              |
| 14  | Okocimski KS Brzesko            | 16 | 4  | 2 | 10 | 13     | 30     | −17   | 14  |                   |              |
| 15  | Poprad Rytro                    | 16 | 3  | 2 | 11 | 14     | 35     | −21   | 11  |                   |              |
| 16  | Watra Białka Tatrzańska         | 15 | 3  | 1 | 11 | 17     | 39     | −22   | 10  |                   |              |
| 17  | Barciczanka Barcice             | 15 | 2  | 2 | 11 | 13     | 36     | −23   | 8   |                   |              |

Źródło: 90minut.pl (pol.) 
Oznaczenia: (M) – tytuł mistrzowski, (A) – awans, (S) – spadek.
Zasady ustalania kolejności: 1. liczba zdobytych punktów w całym cyklu rozgrywek; 2. liczba punktów zdobyta w meczach bezpośrednich; 3. różnica bramek w meczach bezpośrednich; 4. różnica bramek w meczach bezpośrednich – bramki zdobyte na wyjeździe liczone podwójnie; 5. różnica bramek w całym cyklu rozgrywek; 6. liczba zdobytych bramek w całym cyklu rozgrywek. 
Bezpośrednio: stosowane, gdy dwie lub więcej drużyn mają identyczny dorobek punktowy.
Objaśnienia:
* W związku z pandemią koronawirusa Zarząd Małopolskiego Związku Piłki Nożnej uchwałą numer 3/Z/2020 z dnia 28 maja 2020 roku podjął decyzję o zakończeniu sezonu rozgrywkowego 2019/2020. Kolejność drużyn w tabeli po rozegraniu 17 kolejek meczów przyjęta została jako końcowa kolejność rozgrywek w sezonie 2019/2020.
- Zgodnie z powyższą uchwałą podjęto również decyzję, że z IV ligi do klasy okręgowej nie spadnie żadna drużyna[11], natomiast o awansie do III ligi zadecydują baraże pomiędzy zwycięzcą rozgrywek IV ligi grupa wschodnia a zwycięzcą rozgrywek IV ligi grupa zachodnia, które odbędą się w dniach 8 i 12 lipca 2020 roku[12].

## Grupa VIII (małopolska zachód)

### Drużyny
W grupie występuje 17 zespołów, które walczą o miejsce premiowane udziałem w barażach o awans do III ligi, grupa IV. Ostatnie zespoły spadną do klasy okręgowej.
| Uczestnicy poprzedniej edycji                                                                                 | Uczestnicy poprzedniej edycji | Uczestnicy poprzedniej edycji | Uczestnicy poprzedniej edycji |
| --- | ----------------------------- | ----------------------------- | ----------------------------- |
| DAL | Dalin Myślenice               | 2                             |                               |
| WĘG | Węgrzcanka Węgrzce Wielkie    | 3                             |                               |
| SLO | Słomniczanka Słomniki         | 4                             |                               |
| TRZ | MKS Trzebinia                 | 5                             |                               |
| ORY | Orzeł Ryczów                  | 6                             |                               |
| OŚW | Unia Oświęcim                 | 7                             |                               |
| LJA | LKS Jawiszowice               | 8                             |                               |
| PCI | Pcimianka Pcim                | 9                             |                               |
| OPW | Orzeł Piaski Wielkie          | 10                            |                               |
| BES | Beskid Andrychów              | 11                            |                               |
| CLE | Clepardia Kraków              | 12                            |                               |
| Awans z klasy okręgowej                                                                                       |                               |                               |                               |
| grupa Kraków I                                                                                                |                               |                               |                               |
| KOB | Sokół Kocmyrzów Baranówka     | 1                             |                               |
| grupa Kraków II                                                                                               |                               |                               |                               |
| SKS | Skawinka Skawina              | 1                             |                               |
| grupa Kraków III                                                                                              |                               |                               |                               |
| CST | Czarni Staniątki              | 1                             |                               |
| grupa Wadowice                                                                                                |                               |                               |                               |
| RAJ | Strażak Rajsko                | 1                             |                               |
| Oznaczenia: - kolumna pierwsza – skróty nazw drużyn, - kolumna trzecia – miejsce zajęte w poprzednim sezonie. |                               |                               |                               |

| Uczestnicy dołączeni do ligi | Uczestnicy dołączeni do ligi |
| ---------------------------- | ---------------------------- |
| Cracovia II                  | -1                           |
| Wisła II Kraków              | -1                           |

Objaśnienia:
1. Cracovia II i Wisła II Kraków zostały dokooptowane do rozgrywek.

### Tabela
| Lp. | Drużyna                    | M  | Z  | R | P  | Bramki | Bramki | Różn. | Pkt | Uwagi             | Bezpośrednio |
| --- | -------------------------- | -- | -- | - | -- | ------ | ------ | ----- | --- | ----------------- | ------------ |
| 1   | Cracovia II (M) (B)        | 17 | 13 | 2 | 2  | 50     | 13     | +37   | 41  | Baraże o III ligę |              |
| 2   | Wiślanie Jaśkowice         | 17 | 12 | 3 | 2  | 39     | 16     | +23   | 39  |                   |              |
| 3   | Wisła II Kraków1           | 17 | 12 | 0 | 5  | 38     | 20     | +18   | 36  | Drużyna wycofana  |              |
| 4   | Pcimianka Pcim             | 17 | 11 | 2 | 4  | 34     | 22     | +12   | 35  |                   |              |
| 5   | Orzeł Ryczów               | 17 | 8  | 4 | 5  | 32     | 24     | +8    | 28  |                   |              |
| 6   | Dalin Myślenice            | 17 | 7  | 7 | 3  | 38     | 17     | +21   | 28  |                   |              |
| 7   | Słomniczanka Słomniki      | 17 | 8  | 4 | 5  | 28     | 29     | −1    | 28  |                   |              |
| 8   | Orzeł Piaski Wielkie       | 17 | 8  | 3 | 6  | 35     | 32     | +3    | 27  |                   |              |
| 9   | Beskid Andrychów           | 17 | 7  | 5 | 5  | 31     | 22     | +9    | 26  |                   |              |
| 10  | MKS Trzebinia              | 17 | 6  | 6 | 5  | 23     | 19     | +4    | 24  |                   |              |
| 11  | Unia Oświęcim              | 17 | 6  | 3 | 8  | 28     | 31     | −3    | 21  |                   |              |
| 12  | Clepardia Kraków           | 17 | 6  | 2 | 9  | 26     | 40     | −14   | 20  |                   |              |
| 13  | Strażak Rajsko             | 17 | 5  | 2 | 10 | 24     | 39     | −15   | 17  |                   |              |
| 14  | Czarni Staniątki1          | 17 | 5  | 1 | 11 | 21     | 33     | −12   | 16  | Drużyna wycofana  |              |
| 15  | LKS Jawiszowice            | 17 | 4  | 2 | 11 | 29     | 51     | −22   | 14  |                   |              |
| 16  | Węgrzcanka Węgrzce Wielkie | 17 | 2  | 5 | 10 | 15     | 34     | −19   | 11  |                   |              |
| 17  | Sokół Kocmyrzów Baranówka  | 17 | 3  | 2 | 12 | 25     | 39     | −14   | 11  |                   |              |
| 18  | Skawinka Skawina1          | 17 | 3  | 1 | 13 | 13     | 48     | −35   | 10  | Drużyna wycofana  |              |

Źródło: 90minut.pl (pol.) 
Oznaczenia: (M) – tytuł mistrzowski, (A) – awans, (S) – spadek.
Zasady ustalania kolejności: 1. liczba zdobytych punktów w całym cyklu rozgrywek; 2. liczba punktów zdobyta w meczach bezpośrednich; 3. różnica bramek w meczach bezpośrednich; 4. różnica bramek w meczach bezpośrednich – bramki zdobyte na wyjeździe liczone podwójnie; 5. różnica bramek w całym cyklu rozgrywek; 6. liczba zdobytych bramek w całym cyklu rozgrywek. 
Bezpośrednio: stosowane, gdy dwie lub więcej drużyn mają identyczny dorobek punktowy.
Objaśnienia:
1Wisła II Kraków, Czarni Staniątki i Skawinka Skawina wycofały się po sezonie.
- W związku z pandemią koronawirusa Zarząd Małopolskiego Związku Piłki Nożnej uchwałą numer 3/Z/2020 z dnia 28 maja 2020 roku podjął decyzję o zakończeniu sezonu rozgrywkowego 2019/2020. Kolejność drużyn w tabeli po rozegraniu 17 kolejek meczów przyjęta została jako końcowa kolejność rozgrywek w sezonie 2019/2020.
- Zgodnie z powyższą uchwałą podjęto również decyzję, że z IV ligi do klasy okręgowej nie spadnie żadna drużyna[11], natomiast o awansie do III ligi zadecydują baraże pomiędzy zwycięzcą rozgrywek IV ligi grupa wschodnia a zwycięzcą rozgrywek IV ligi grupa zachodnia, które odbędą się w dniach 8 i 12 lipca 2020 roku[12].

## Grupa IX (mazowiecka południe)

### Drużyny
W grupie występowało 16 zespołów, które walczyły o miejsce premiowane udziałem w barażach o awans do III ligi, grupa I.
| Uczestnicy poprzedniej edycji                                                                                 | Uczestnicy poprzedniej edycji | Uczestnicy poprzedniej edycji | Uczestnicy poprzedniej edycji |
| --- | ----------------------------- | ----------------------------- | ----------------------------- |
| PRZ | Oskar Przysucha               | 2                             |                               |
| BBL | Błonianka Błonie              | 3                             |                               |
| MSZ | Mszczonowianka Mszczonów      | 4                             |                               |
| PIL | Pilica Białobrzegi            | 5                             |                               |
| PIA | MKS Piaseczno                 | 6                             |                               |
| MAZ | Mazur Karczew                 | 7                             |                               |
| RAS | KS Raszyn                     | 8                             |                               |
| ZPR2 | Znicz II Pruszków             | 9                             |                               |
| GAR | Wilga Garwolin                | 10                            |                               |
| RA2 | Radomiak II Radom             | 11                            |                               |
| Awans z klasy okręgowej                                                                                       |                               |                               |                               |
| grupa Radom                                                                                                   |                               |                               |                               |
| WAR | KS Warka                      | 1                             |                               |
| PIO | Proch Pionki                  | 21                            |                               |
| grupa Warszawa I                                                                                              |                               |                               |                               |
| UNI | Unia Warszawa                 | 1                             |                               |
| grupa Warszawa II                                                                                             |                               |                               |                               |
| JÓZ | Józefovia Józefów             | 1                             |                               |
| ŻYR | Żyrardowianka Żyrardów        | 22,3                          |                               |
| Oznaczenia: - kolumna pierwsza – skróty nazw drużyn, - kolumna trzecia – miejsce zajęte w poprzednim sezonie. |                               |                               |                               |

Objaśnienia:
1. Proch Pionki wygrał baraże o awans do IV ligi z Olimpią Warszawa.
2. Żyrardowianka Żyrardów miała brać udział w barażach o awans do IV ligi, jednak ich rywal, Orzeł Goleszyn zrezygnował z udziału w barażach, w związku z czym Żyrardowianka Żyrardów awansowała bezpośrednio do IV ligi.
3. Żyrardowianka Żyrardów w poprzednim sezonie występowała pod nazwą AP Żyrardów.

### Tabela
| Lp. | Drużyna                  | M  | Z  | R | P  | Bramki | Bramki | Różn. | Pkt | Uwagi             | Bezpośrednio |
| --- | ------------------------ | -- | -- | - | -- | ------ | ------ | ----- | --- | ----------------- | ------------ |
| 1   | Błonianka Błonie (M) (B) | 17 | 12 | 2 | 3  | 52     | 20     | +32   | 38  | Baraże o III ligę |              |
| 2   | MKS Piaseczno            | 17 | 10 | 5 | 2  | 48     | 25     | +23   | 35  |                   |              |
| 3   | Radomiak II Radom        | 15 | 9  | 5 | 1  | 27     | 13     | +14   | 32  |                   |              |
| 4   | Victoria Sulejówek       | 17 | 10 | 1 | 6  | 45     | 28     | +17   | 31  |                   |              |
| 5   | Pilica Białobrzegi       | 15 | 8  | 3 | 4  | 37     | 24     | +13   | 27  |                   |              |
| 6   | Oskar Przysucha          | 15 | 7  | 5 | 3  | 36     | 27     | +9    | 26  |                   |              |
| 7   | Wilga Garwolin           | 15 | 7  | 2 | 6  | 30     | 32     | −2    | 23  |                   |              |
| 8   | Mszczonowianka Mszczonów | 15 | 6  | 4 | 5  | 23     | 22     | +1    | 22  |                   |              |
| 9   | KS Warka                 | 15 | 4  | 5 | 6  | 19     | 37     | −18   | 17  |                   |              |
| 10  | KS Raszyn                | 15 | 5  | 2 | 8  | 20     | 27     | −7    | 17  |                   |              |
| 11  | Mazur Karczew            | 15 | 4  | 3 | 8  | 19     | 23     | −4    | 15  |                   |              |
| 12  | Proch Pionki             | 15 | 4  | 3 | 8  | 18     | 25     | −7    | 15  |                   |              |
| 13  | Znicz II Pruszków        | 15 | 4  | 3 | 8  | 17     | 29     | −12   | 15  |                   |              |
| 14  | Żyrardowianka Żyrardów   | 15 | 3  | 3 | 9  | 20     | 34     | −14   | 12  |                   |              |
| 15  | Józefovia Józefów        | 15 | 2  | 4 | 9  | 11     | 28     | −17   | 10  |                   |              |
| 16  | Unia Warszawa            | 15 | 1  | 4 | 10 | 8      | 36     | −28   | 7   |                   |              |

Źródło: 90minut.pl (pol.) 
Oznaczenia: (M) – tytuł mistrzowski, (A) – awans, (S) – spadek.
Zasady ustalania kolejności: 1. liczba zdobytych punktów w całym cyklu rozgrywek; 2. liczba punktów zdobyta w meczach bezpośrednich; 3. różnica bramek w meczach bezpośrednich; 4. różnica bramek w meczach bezpośrednich – bramki zdobyte na wyjeździe liczone podwójnie; 5. różnica bramek w całym cyklu rozgrywek; 6. liczba zdobytych bramek w całym cyklu rozgrywek. 
Bezpośrednio: stosowane, gdy dwie lub więcej drużyn mają identyczny dorobek punktowy.
Objaśnienia:
* W związku z pandemią koronawirusa Zarząd Mazowieckiego Związku Piłki Nożnej w Warszawie uchwałą z dnia 11 maja 2020 roku podjął decyzję o zakończeniu sezonu rozgrywkowego 2019/2020. Kolejność drużyn w tabeli po rozegraniu 15 kolejek meczów przyjęta została jako końcowa kolejność rozgrywek w sezonie 2019/2020.
- Podjęto również decyzję, że z IV ligi do klasy okręgowej nie spadnie żadna drużyna[15].

### Baraże o III ligę
Po zakończeniu sezonu rozegrano mecz barażowy o awans do III ligi w sezonie 2020/2021 pomiędzy 1. drużyną IV ligi (grupa mazowiecka południowa) a 1. zespołem IV ligi (grupa mazowiecka północna). Mecz odbył się odpowiednio 27 czerwca 2020 roku w Ząbkach.
| 27 czerwca 2020 12:00 | Błonianka Błonie | 3:1(1:0) | Drukarz Warszawa | Widzów: 100 |
|                       |                  |          |                  |             |

Awans do III ligi w sezonie 2020/2021 uzyskał Błonianka Błonie.

## Grupa X (mazowiecka północ)

### Drużyny
W grupie występowało 16 zespołów, które walczyły o miejsce premiowane udziałem w barażach o awans do III ligi, grupy I. Ostatnie zespoły spadły do klasy okręgowej.
| Uczestnicy poprzedniej edycji                                                                                 | Uczestnicy poprzedniej edycji | Uczestnicy poprzedniej edycji | Uczestnicy poprzedniej edycji |
| --- | ----------------------------- | ----------------------------- | ----------------------------- |
| HWO | Huragan Wołomin               | 1                             |                               |
| MPR | MKS Przasnysz                 | 2                             |                               |
| ZZA | Ząbkovia Ząbki                | 3                             |                               |
| MMM | Mazovia Mińsk Mazowiecki      | 4                             |                               |
| HUT | Hutnik Warszawa               | 5                             |                               |
| DRU | Drukarz Warszawa              | 6                             |                               |
| ŁOM | KS Łomianki                   | 7                             |                               |
| WP2 | Wisła II Płock                | 8                             |                               |
| PS2 | Pogoń II Siedlce              | 9                             |                               |
| ŻUR | Wkra Żuromin                  | 10                            |                               |
| OŻA | Ożarowianka Ożarów Mazowiecki | 11                            |                               |
| KOS | Korona Ostrołęka              | 121                           |                               |
| Awans z klasy okręgowej                                                                                       |                               |                               |                               |
| grupa Ciechanów-Ostrołęka                                                                                     |                               |                               |                               |
| MMA | Makowianka Maków Mazowiecki   | 1                             |                               |
| PUŁ | Nadnarwianka Pułtusk          | 23                            |                               |
| grupa Płock                                                                                                   |                               |                               |                               |
| ŚST | Świt Staroźreby               | 24                            |                               |
| grupa Siedlce                                                                                                 |                               |                               |                               |
| SOP | Podlasie Sokołów Podlaski     | 1                             |                               |
| Oznaczenia: - kolumna pierwsza – skróty nazw drużyn, - kolumna trzecia – miejsce zajęte w poprzednim sezonie. |                               |                               |                               |

Objaśnienia:
1. Huragan Wołomin przegrał baraże o awans do III ligi z Pogonią Grodzisk Mazowiecki.
2. Korona Ostrołęka wygrała baraże o utrzymanie w IV lidze z Energią Kozienice.
3. Nadnarwianka Pułtusk wygrała baraże o awans do IV ligi z Hutnikiem Huta Czechy.
4. Ze względu na rezygnację z awansu do IV ligi Skry Drobin (mistrza grupy płockiej klasy okręgowej), awans uzyskał Świt Staroźreby.

### Tabela
| Lp. | Drużyna                       | M  | Z  | R | P  | Bramki | Bramki | Różn. | Pkt | Uwagi             | Bezpośrednio |
| --- | ----------------------------- | -- | -- | - | -- | ------ | ------ | ----- | --- | ----------------- | ------------ |
| 1   | Drukarz Warszawa (M) (B)      | 18 | 12 | 5 | 1  | 32     | 14     | +18   | 41  | Baraże o III ligę |              |
| 2   | Huragan Wołomin               | 18 | 11 | 6 | 1  | 39     | 14     | +25   | 39  |                   |              |
| 3   | Mazovia Mińsk Mazowiecki      | 18 | 10 | 2 | 6  | 46     | 27     | +19   | 32  |                   |              |
| 4   | Hutnik Warszawa               | 18 | 10 | 2 | 6  | 43     | 29     | +14   | 32  |                   |              |
| 5   | KS Łomianki                   | 15 | 8  | 5 | 2  | 29     | 18     | +11   | 29  |                   |              |
| 6   | MKS Przasnysz                 | 15 | 8  | 4 | 3  | 33     | 10     | +23   | 28  |                   |              |
| 7   | Ząbkovia Ząbki                | 15 | 8  | 2 | 5  | 39     | 20     | +19   | 26  |                   |              |
| 8   | Pogoń II Siedlce              | 15 | 7  | 3 | 5  | 23     | 19     | +4    | 24  |                   |              |
| 9   | Wisła II Płock                | 15 | 5  | 4 | 6  | 27     | 25     | +2    | 19  |                   |              |
| 10  | Makowianka Maków Mazowiecki   | 15 | 4  | 5 | 6  | 26     | 39     | −13   | 17  |                   |              |
| 11  | Wkra Żuromin                  | 15 | 4  | 3 | 8  | 26     | 40     | −14   | 15  |                   |              |
| 12  | Nadnarwianka Pułtusk          | 15 | 2  | 6 | 7  | 16     | 28     | −12   | 12  |                   |              |
| 13  | Korona Ostrołęka1             | 15 | 2  | 5 | 8  | 13     | 29     | −16   | 11  | Drużyna wycofana  |              |
| 14  | Podlasie Sokołów Podlaski     | 15 | 2  | 4 | 9  | 16     | 33     | −17   | 10  |                   |              |
| 15  | Świt Staroźreby               | 15 | 2  | 4 | 9  | 15     | 29     | −14   | 10  |                   |              |
| 16  | Ożarowianka Ożarów Mazowiecki | 15 | 1  | 0 | 14 | 11     | 60     | −49   | 3   |                   |              |

Aktualne na 16 czerwca 2020. Źródło: 90minut.pl (pol.) 
Oznaczenia: (M) – tytuł mistrzowski, (A) – awans, (S) – spadek, (B) – baraże.
Zasady ustalania kolejności: 1. liczba zdobytych punktów w całym cyklu rozgrywek; 2. liczba punktów zdobyta w meczach bezpośrednich; 3. różnica bramek w meczach bezpośrednich; 4. różnica bramek w meczach bezpośrednich – bramki zdobyte na wyjeździe liczone podwójnie; 5. różnica bramek w całym cyklu rozgrywek; 6. liczba zdobytych bramek w całym cyklu rozgrywek. 
Bezpośrednio: stosowane, gdy dwie lub więcej drużyn mają identyczny dorobek punktowy.
Objaśnienia:
1Korona Ostrołęka wycofała się po zakończeniu sezonu.
* W związku z pandemią koronawirusa Zarząd Mazowieckiego Związku Piłki Nożnej w Warszawie uchwałą z dnia 11 maja 2020 roku podjął decyzję o zakończeniu sezonu rozgrywkowego 2019/2020. Kolejność drużyn w tabeli po rozegraniu 15 kolejek meczów przyjęta została jako końcowa kolejność rozgrywek w sezonie 2019/2020.
- Podjęto również decyzję, że z IV ligi do klasy okręgowej nie spadnie żadna drużyna[15].

### Baraże o III ligę
Po zakończeniu sezonu rozegrano mecz barażowy o awans do III ligi w sezonie 2020/2021 pomiędzy 1. drużyną IV ligi (grupa mazowiecka południowa) a 1. zespołem IV ligi (grupa mazowiecka północna). Mecz odbył się odpowiednio 27 czerwca 2020 roku w Ząbkach.
| 27 czerwca 2020 12:00 | Błonianka Błonie | 3:1(1:0) | Drukarz Warszawa | Widzów: 100 |
|                       |                  |          |                  |             |

Awans do III ligi w sezonie 2020/2021 uzyskał Błonianka Błonie.

## Grupa XI (opolska)

### Drużyny
| Uczestnicy poprzedniej edycji                                                                                 | Uczestnicy poprzedniej edycji | Uczestnicy poprzedniej edycji | Uczestnicy poprzedniej edycji |
| --- | ----------------------------- | ----------------------------- | ----------------------------- |
| GŁU | Polonia Głubczyce             | 1                             |                               |
| MAŁ | Małapanew Ozimek              | 3                             |                               |
| SKG | Skalnik Gracze                | 4                             |                               |
| UKR | Unia Krapkowice               | 5                             |                               |
| PNY | Polonia Nysa                  | 6                             |                               |
| KĘD | Chemik Kędzierzyn-Koźle       | 7                             |                               |
| POP | Piast Strzelce Opolskie       | 8                             |                               |
| GOG | MKS Gogolin                   | 9                             |                               |
| NAM | Start Namysłów                | 10                            |                               |
| OLE | OKS Olesno                    | 11                            |                               |
| SWO | Swornica Czarnowąsy           | 123                           |                               |
| PWI | Porawie Większyce             | 134                           |                               |
| PPR | Pogoń Prudnik                 | 142                           |                               |
| Spadek z III ligi 2018/2019                                                                                   |                               |                               |                               |
| grupa III |                               |                               |                               |
| AGŁ | Agroplon Głuszyna             | 15                            |                               |
| Awans z klasy okręgowej                                                                                       |                               |                               |                               |
| grupa opolska I                                                                                               |                               |                               |                               |
| SKO | LZS Skorogoszcz               | 1                             |                               |
| grupa opolska II                                                                                              |                               |                               |                               |
| GGŁ | GKS Głuchołazy                | 1                             |                               |
| Oznaczenia: - kolumna pierwsza – skróty nazw drużyn, - kolumna trzecia – miejsce zajęte w poprzednim sezonie. |                               |                               |                               |

Objaśnienia:
1. Polonia Głubczyce zrezygnowała z awansu do III ligi, w związku z czym awansował wicemistrz - LZS Starowice Dolne.
2. Ze względu na dodatkowe utrzymanie MKS-u Kluczbork w III lidze, w IV lidze dodatkowo utrzymał się Pogoń Prudnik jako najwyżej sklasyfikowany spadkowicz.
3. Swornica Czarnowąsy wygrała baraże o utrzymanie w IV lidze z Olimpią Lewin Brzeski.
4. Porawie Większyce wygrały baraże o utrzymanie w IV lidze z LZS-em Stary Ujazd.
5. KS Krapkowice zmienił nazwę przed sezonem na Unia Krapkowice.

### Tabela
| Lp. | Drużyna                 | M  | Z  | R | P  | Bramki | Bramki | Różn. | Pkt | Uwagi             | Bezpośrednio |
| --- | ----------------------- | -- | -- | - | -- | ------ | ------ | ----- | --- | ----------------- | ------------ |
| 1   | Polonia Nysa (M) (A)    | 16 | 15 | 1 | 0  | 54     | 10     | +44   | 46  | Awans do III ligi |              |
| 2   | Porawie Większyce       | 16 | 11 | 3 | 2  | 36     | 14     | +22   | 36  |                   |              |
| 3   | Agroplon Głuszyna       | 16 | 11 | 2 | 3  | 40     | 13     | +27   | 35  |                   |              |
| 4   | Małapanew Ozimek        | 16 | 11 | 1 | 4  | 44     | 20     | +24   | 34  |                   |              |
| 5   | Unia Krapkowice         | 16 | 11 | 0 | 5  | 37     | 20     | +17   | 33  |                   |              |
| 6   | MKS Gogolin             | 16 | 9  | 2 | 5  | 23     | 25     | −2    | 29  |                   |              |
| 7   | Polonia Głubczyce       | 16 | 9  | 2 | 5  | 48     | 27     | +21   | 29  |                   |              |
| 8   | Skalnik Gracze          | 16 | 7  | 2 | 7  | 28     | 27     | +1    | 23  |                   |              |
| 9   | Chemik Kędzierzyn-Koźle | 16 | 7  | 2 | 7  | 24     | 25     | −1    | 23  |                   |              |
| 10  | Piast Strzelce Opolskie | 16 | 6  | 1 | 9  | 25     | 37     | −12   | 19  |                   |              |
| 11  | GKS Głuchołazy          | 16 | 6  | 0 | 10 | 26     | 39     | −13   | 18  |                   |              |
| 12  | LZS Skorogoszcz         | 16 | 3  | 2 | 11 | 22     | 40     | −18   | 11  |                   |              |
| 13  | Start Namysłów          | 16 | 3  | 1 | 12 | 10     | 38     | −28   | 10  |                   |              |
| 14  | Pogoń Prudnik           | 16 | 2  | 3 | 11 | 16     | 52     | −36   | 9   |                   |              |
| 15  | OKS Olesno              | 16 | 2  | 2 | 12 | 20     | 43     | −23   | 8   |                   |              |
| 16  | Swornica Czarnowąsy     | 16 | 2  | 2 | 12 | 15     | 38     | −23   | 8   |                   |              |

Źródło: 90minut 
Oznaczenia: (M) – tytuł mistrzowski, (A) – awans, (S) – spadek.
Zasady ustalania kolejności: 1. liczba zdobytych punktów w całym cyklu rozgrywek; 2. liczba punktów zdobyta w meczach bezpośrednich; 3. różnica bramek w meczach bezpośrednich; 4. różnica bramek w meczach bezpośrednich – bramki zdobyte na wyjeździe liczone podwójnie; 5. różnica bramek w całym cyklu rozgrywek; 6. liczba zdobytych bramek w całym cyklu rozgrywek. 
Bezpośrednio: stosowane, gdy dwie lub więcej drużyn mają identyczny dorobek punktowy.
Objaśnienia:
* W związku z pandemią koronawirusa Zarząd Opolskiego Związku Piłki Nożnej w Opolu uchwałą z dnia 14 maja 2020 roku podjął decyzję o zakończeniu sezonu rozgrywkowego 2019/2020. Kolejność drużyn w tabeli po rozegraniu 16 kolejek meczów przyjęta została jako końcowa kolejność rozgrywek w sezonie 2019/2020.
- Zgodnie z powyższą uchwałą podjęto również decyzję, że z IV ligi do klasy okręgowej nie spadnie żadna drużyna[17].

## Grupa XII (podkarpacka)

### Drużyny
| Uczestnicy poprzedniej edycji                                                                                 | Uczestnicy poprzedniej edycji | Uczestnicy poprzedniej edycji | Uczestnicy poprzedniej edycji |
| --- | ----------------------------- | ----------------------------- | ----------------------------- |
| IZO | Izolator Boguchwała           | 2                             |                               |
| POP | Polonia Przemyśl              | 3                             |                               |
| WWI | Wisłok Wiśniowa               | 4                             |                               |
| ESA | Geo-Eko Ekoball Stal Sanok    | 5                             |                               |
| ROP | Błękitni Ropczyce             | 6                             |                               |
| PTU | Piast Tuczempy                | 7                             |                               |
| WIA | KS Wiązownica                 | 8                             |                               |
| KAR | Karpaty Krosno                | 9                             |                               |
| JKS | JKS 1909 Jarosław             | 10                            |                               |
| IGL | Igloopol Dębica               | 11                            |                               |
| PIL | Rzemieślnik Pilzno            | 12                            |                               |
| KRZ | Korona Rzeszów                | 13                            |                               |
| KOD | Sokół Kolbuszowa Dolna        | 14                            |                               |
| Awans z klasy okręgowej                                                                                       |                               |                               |                               |
| grupa Dębica                                                                                                  |                               |                               |                               |
| SM2 | Stal II Mielec                | 1                             |                               |
| grupa Jarosław                                                                                                |                               |                               |                               |
| PRU | Start Pruchnik                | 1                             |                               |
| grupa Krosno                                                                                                  |                               |                               |                               |
| PAT | Partyzant Targowiska          | 1                             |                               |
| grupa Rzeszów                                                                                                 |                               |                               |                               |
| GLM | Głogovia Głogów Małopolski    | 1                             |                               |
| grupa Stalowa Wola                                                                                            |                               |                               |                               |
| SS2 | Stal II Stalowa Wola          | 21                            |                               |
| Oznaczenia: - kolumna pierwsza – skróty nazw drużyn, - kolumna trzecia – miejsce zajęte w poprzednim sezonie. |                               |                               |                               |

Objaśnienia:
1. Siarka II Tarnobrzeg (mistrz stalowowolskiej grupy klasy okręgowej) nie mógł awansować do IV ligi ze względu na spadek pierwszej drużyny do III ligi, w związku z czym awansował 2. Stal II Stalowa Wola.

### Tabela
| Lp. | Drużyna                    | M  | Z  | R | P  | Bramki | Bramki | Różn. | Pkt | Uwagi             |
| --- | -------------------------- | -- | -- | - | -- | ------ | ------ | ----- | --- | ----------------- |
| 1   | KS Wiązownica (M) (A)      | 18 | 14 | 1 | 3  | 44     | 19     | +25   | 43  | Awans do III ligi |
| 2   | Korona Rzeszów             | 18 | 11 | 5 | 2  | 25     | 15     | +10   | 38  |                   |
| 3   | Stal II Mielec             | 18 | 10 | 4 | 4  | 39     | 19     | +20   | 34  |                   |
| 4   | Piast Tuczempy             | 18 | 8  | 7 | 3  | 27     | 14     | +13   | 31  |                   |
| 5   | Geo-Eko Ekoball Stal Sanok | 18 | 8  | 5 | 5  | 29     | 20     | +9    | 29  |                   |
| 6   | Głogovia Głogów Małopolski | 18 | 7  | 7 | 4  | 30     | 15     | +15   | 28  |                   |
| 7   | JKS 1909 Jarosław1         | 18 | 9  | 5 | 4  | 27     | 15     | +12   | 27  |                   |
| 8   | Błękitni Ropczyce          | 18 | 8  | 3 | 7  | 24     | 21     | +3    | 27  |                   |
| 9   | Igloopol Dębica            | 18 | 6  | 8 | 4  | 26     | 20     | +6    | 26  |                   |
| 10  | Wisłok Wiśniowa            | 18 | 6  | 6 | 6  | 32     | 25     | +7    | 24  |                   |
| 11  | Izolator Boguchwała        | 18 | 5  | 8 | 5  | 23     | 29     | −6    | 23  |                   |
| 12  | Partyzant Targowiska       | 18 | 6  | 5 | 7  | 19     | 25     | −6    | 23  |                   |
| 13  | Polonia Przemyśl           | 18 | 6  | 4 | 8  | 26     | 27     | −1    | 22  |                   |
| 14  | Karpaty Krosno             | 18 | 4  | 8 | 6  | 20     | 20     | 0     | 20  |                   |
| 15  | Sokół Kolbuszowa Dolna     | 18 | 3  | 7 | 8  | 27     | 33     | −6    | 16  |                   |
| 16  | KS Pilzno                  | 18 | 4  | 2 | 12 | 23     | 44     | −21   | 14  |                   |
| 17  | Stal II Stalowa Wola       | 18 | 1  | 5 | 12 | 20     | 53     | −33   | 8   |                   |
| 18  | Start Pruchnik             | 18 | 0  | 2 | 16 | 10     | 57     | −47   | 2   |                   |

Aktualne na 28 grudnia 2019. Źródło: 90minut.pl(pol.) 
Oznaczenia: (M) – tytuł mistrzowski, (A) – awans, (S) – spadek, (B) – baraże.
Zasady ustalania kolejności: 1. liczba zdobytych punktów w całym cyklu rozgrywek; 2. liczba punktów zdobyta w meczach bezpośrednich; 3. różnica bramek w meczach bezpośrednich; 4. różnica bramek w meczach bezpośrednich – bramki zdobyte na wyjeździe liczone podwójnie; 5. różnica bramek w całym cyklu rozgrywek; 6. liczba zdobytych bramek w całym cyklu rozgrywek. 
Bezpośrednio: stosowane, gdy dwie lub więcej drużyn mają identyczny dorobek punktowy.
Objaśnienia:
1JKS 1909 Jarosław został ukarany odjęciem pięciu punktów za zaległości finansowe.
- W związku z pandemią koronawirusa Zarząd Podkarpackiego Związku Piłki Nożnej w Rzeszowie uchwałą numer 21/V/2020 z dnia 8 maja 2020 roku podjął decyzję o zakończeniu sezonu rozgrywkowego 2019/2020. Kolejność drużyn w tabeli po rozegraniu 18 kolejek meczów przyjęta została jako końcowa kolejność rozgrywek w sezonie 2019/2020.
- Zgodnie z powyższą uchwałą podjęto również decyzję, że z IV ligi do klasy okręgowej nie spadnie żadna drużyna[19].

## Grupa XIII (podlaska)

### Drużyny
| Uczestnicy poprzedniej edycji                                                                                 | Uczestnicy poprzedniej edycji | Uczestnicy poprzedniej edycji | Uczestnicy poprzedniej edycji |
| --- | ----------------------------- | ----------------------------- | ----------------------------- |
| WAR | Warmia Grajewo                | 2                             |                               |
| WIS | Wissa Szczuczyn               | 3                             |                               |
| MOŃ | Promień Mońki                 | 4                             |                               |
| MIC | KS Michałowo                  | 5                             |                               |
| SZE | Sparta 1951 Szepietowo        | 7                             |                               |
| TBP | Tur Bielsk Podlaski           | 8                             |                               |
| MBI | MOSP Białystok                | 9                             |                               |
| DĄB | Dąb Dąbrowa Białostocka       | 10                            |                               |
| GON | Biebrza Goniądz               | 11                            |                               |
| AUG | Sparta Augustów               | 12                            |                               |
| HEB | Hetman Białystok              | 13                            |                               |
| CRS | Cresovia Siemiatycze          | 141                           |                               |
| Spadek z III ligi 2018/2019                                                                                   |                               |                               |                               |
| grupa I |                               |                               |                               |
| ŁOM | ŁKS 1926 Łomża                | 18                            |                               |
| Awans z klasy okręgowej                                                                                       |                               |                               |                               |
| grupa podlaska                                                                                                |                               |                               |                               |
| SSO | Sokół 1946 Sokółka            | 1                             |                               |
| KRK | Krypnianka Krypno             | 2                             |                               |
| Oznaczenia: - kolumna pierwsza – skróty nazw drużyn, - kolumna trzecia – miejsce zajęte w poprzednim sezonie. |                               |                               |                               |

| Uczestnicy dołączeni do ligi | Uczestnicy dołączeni do ligi |
| ---------------------------- | ---------------------------- |
| Jagiellonia II Białystok     | -2                           |

Objaśnienia:
1. Wigry II Suwałki wycofały się po zakończeniu poprzedniego sezonu, w związku z czym dodatkowo utrzymała się Cresovia Siemiatycze.
2. Do ligi dokooptowana została Jagiellonia II Białystok.

### Tabela
| Lp. | Drużyna                          | M  | Z  | R | P  | Bramki | Bramki | Różn. | Pkt | Uwagi             | Bezpośrednio |
| --- | -------------------------------- | -- | -- | - | -- | ------ | ------ | ----- | --- | ----------------- | ------------ |
| 1   | Jagiellonia II Białystok (M) (A) | 15 | 13 | 1 | 1  | 60     | 13     | +47   | 40  | Awans do III ligi |              |
| 2   | Tur Bielsk Podlaski              | 15 | 12 | 1 | 2  | 42     | 21     | +21   | 37  |                   |              |
| 3   | Wissa Szczuczyn                  | 15 | 11 | 1 | 3  | 32     | 15     | +17   | 34  |                   |              |
| 4   | Warmia Grajewo                   | 15 | 9  | 2 | 4  | 34     | 29     | +5    | 29  |                   |              |
| 5   | Sokół 1946 Sokółka               | 15 | 8  | 2 | 5  | 33     | 28     | +5    | 26  |                   |              |
| 6   | KS Michałowo                     | 15 | 8  | 0 | 7  | 31     | 32     | −1    | 24  |                   |              |
| 7   | Promień Mońki                    | 15 | 7  | 2 | 6  | 25     | 25     | 0     | 23  |                   |              |
| 8   | Sparta Augustów                  | 15 | 6  | 3 | 6  | 31     | 33     | −2    | 21  |                   |              |
| 9   | Krypnianka Krypno                | 15 | 6  | 2 | 7  | 34     | 29     | +5    | 20  |                   |              |
| 10  | Sparta 1951 Szepietowo           | 15 | 5  | 3 | 7  | 31     | 33     | −2    | 18  |                   |              |
| 11  | ŁKS 1926 Łomża                   | 15 | 4  | 5 | 6  | 24     | 30     | −6    | 17  |                   |              |
| 12  | Hetman Białystok                 | 15 | 5  | 1 | 9  | 22     | 33     | −11   | 16  |                   |              |
| 13  | Biebrza Goniądz                  | 15 | 4  | 2 | 9  | 23     | 39     | −16   | 14  |                   |              |
| 14  | Dąb Dąbrowa Białostocka          | 15 | 3  | 3 | 9  | 18     | 34     | −16   | 12  |                   |              |
| 15  | Cresovia Siemiatycze             | 15 | 1  | 4 | 10 | 8      | 33     | −25   | 7   |                   |              |
| 16  | MOSP Białystok                   | 15 | 1  | 2 | 12 | 13     | 40     | −27   | 5   |                   |              |

Źródło: 90minut 
Oznaczenia: (M) – tytuł mistrzowski, (A) – awans, (S) – spadek.
Zasady ustalania kolejności: 1. liczba zdobytych punktów w całym cyklu rozgrywek; 2. liczba punktów zdobyta w meczach bezpośrednich; 3. różnica bramek w meczach bezpośrednich; 4. różnica bramek w meczach bezpośrednich – bramki zdobyte na wyjeździe liczone podwójnie; 5. różnica bramek w całym cyklu rozgrywek; 6. liczba zdobytych bramek w całym cyklu rozgrywek. 
Bezpośrednio: stosowane, gdy dwie lub więcej drużyn mają identyczny dorobek punktowy.
Objaśnienia:
* W związku z pandemią koronawirusa Zarząd Podlaskiego Związku Piłki Nożnej w Białymstoku uchwałą numer 10/V/2020 z dnia 11 maja 2020 roku podjął decyzję o zakończeniu sezonu rozgrywkowego 2019/2020. Kolejność drużyn w tabeli po rozegraniu 15 kolejek meczów przyjęta została jako końcowa kolejność rozgrywek w sezonie 2019/2020.
- Zgodnie z powyższą uchwałą podjęto również decyzję, że z IV ligi do klasy okręgowej nie spadnie żadna drużyna[20].

## Grupa XIV (pomorska)

### Drużyny
| Uczestnicy poprzedniej edycji                                                                                 | Uczestnicy poprzedniej edycji | Uczestnicy poprzedniej edycji | Uczestnicy poprzedniej edycji |
| --- | ----------------------------- | ----------------------------- | ----------------------------- |
| GRS | Gryf Słupsk                   | 2                             |                               |
| PRZ | GKS Przodkowo                 | 3                             |                               |
| GNI | Stolem Gniewino               | 4                             |                               |
| LG2 | Lechia II Gdańsk              | 5                             |                               |
| AR2 | Arka II Gdynia                | 6                             |                               |
| DZI | Powiśle Dzierzgoń             | 7                             |                               |
| KAS | Kaszubia Kościerzyna          | 8                             |                               |
| UST | Jantar Ustka                  | 9                             |                               |
| GLU | GOSRiT Luzino                 | 10                            |                               |
| GGD | Gedania Gdańsk                | 11                            |                               |
| LĘB | Pogoń Lębork                  | 12                            |                               |
| KOW | GKS Kowale                    | 13                            |                               |
| JAG | Jaguar Gdańsk                 | 14                            |                               |
| LIP | Wda Lipusz                    | 15                            |                               |
| Spadek z III ligi 2018/2019                                                                                   |                               |                               |                               |
| grupa II |                               |                               |                               |
| PEL | Wierzyca Pelplin              | 17                            |                               |
| Awans z klasy okręgowej                                                                                       |                               |                               |                               |
| grupa Gdańsk I                                                                                                |                               |                               |                               |
| CAR | Cartusia Kartuzy              | 1                             |                               |
| grupa Gdańsk II                                                                                               |                               |                               |                               |
| GKA | Gwiazda Karsin                | 1                             |                               |
| grupa Słupsk                                                                                                  |                               |                               |                               |
| LLI | Lipniczanka Lipnica           | 1                             |                               |
| Oznaczenia: - kolumna pierwsza – skróty nazw drużyn, - kolumna trzecia – miejsce zajęte w poprzednim sezonie. |                               |                               |                               |

### Tabela
| Lp. | Drużyna               | M  | Z  | R | P  | Bramki | Bramki | Różn. | Pkt | Uwagi             | Bezpośrednio |
| --- | --------------------- | -- | -- | - | -- | ------ | ------ | ----- | --- | ----------------- | ------------ |
| 1   | GKS Przodkowo (M) (A) | 18 | 14 | 1 | 3  | 51     | 23     | +28   | 43  | Awans do III ligi |              |
| 2   | Arka II Gdynia        | 17 | 12 | 3 | 2  | 48     | 22     | +26   | 39  |                   |              |
| 3   | Kaszubia Kościerzyna  | 18 | 11 | 5 | 2  | 44     | 22     | +22   | 38  |                   |              |
| 4   | Stolem Gniewino       | 18 | 11 | 4 | 3  | 51     | 33     | +18   | 37  |                   |              |
| 5   | Gryf Słupsk           | 18 | 10 | 7 | 1  | 36     | 19     | +17   | 37  |                   |              |
| 6   | GOSRiT Luzino         | 18 | 8  | 4 | 6  | 39     | 27     | +12   | 28  |                   |              |
| 7   | Pogoń Lębork          | 18 | 9  | 0 | 9  | 36     | 28     | +8    | 27  |                   |              |
| 8   | Lechia II Gdańsk      | 17 | 7  | 5 | 5  | 38     | 20     | +18   | 26  |                   |              |
| 9   | Cartusia Kartuzy      | 18 | 7  | 4 | 7  | 31     | 35     | −4    | 25  |                   |              |
| 10  | Powiśle Dzierzgoń     | 18 | 7  | 4 | 7  | 33     | 40     | −7    | 25  |                   |              |
| 11  | Wierzyca Pelplin      | 18 | 7  | 3 | 8  | 37     | 44     | −7    | 24  |                   |              |
| 12  | Gedania Gdańsk        | 18 | 6  | 4 | 8  | 34     | 36     | −2    | 22  |                   |              |
| 13  | Wda Lipusz            | 18 | 6  | 3 | 9  | 34     | 38     | −4    | 21  |                   |              |
| 14  | Gwiazda Karsin        | 18 | 6  | 1 | 11 | 34     | 48     | −14   | 19  |                   |              |
| 15  | GKS Kowale            | 18 | 4  | 3 | 11 | 22     | 40     | −18   | 15  |                   |              |
| 16  | Jaguar Gdańsk         | 18 | 2  | 5 | 11 | 23     | 50     | −27   | 11  |                   |              |
| 17  | Jantar Ustka          | 18 | 3  | 0 | 15 | 29     | 54     | −25   | 9   |                   |              |
| 18  | Lipniczanka Lipnica   | 18 | 2  | 2 | 14 | 17     | 58     | −41   | 8   |                   |              |

Źródło: 90minut.pl 
Oznaczenia: (M) – tytuł mistrzowski, (A) – awans, (S) – spadek.
Zasady ustalania kolejności: 1. liczba zdobytych punktów w całym cyklu rozgrywek; 2. liczba punktów zdobyta w meczach bezpośrednich; 3. różnica bramek w meczach bezpośrednich; 4. różnica bramek w meczach bezpośrednich – bramki zdobyte na wyjeździe liczone podwójnie; 5. różnica bramek w całym cyklu rozgrywek; 6. liczba zdobytych bramek w całym cyklu rozgrywek. 
Bezpośrednio: stosowane, gdy dwie lub więcej drużyn mają identyczny dorobek punktowy.
Objaśnienia:
* W związku z pandemią koronawirusa Zarząd Pomorskiego Związku Piłki Nożnej w Gdańsku uchwałą z dnia 15 maja 2020 roku podjął decyzję o zakończeniu sezonu rozgrywkowego 2019/2020. Kolejność drużyn w tabeli po rozegraniu 18 kolejek meczów przyjęta została jako końcowa kolejność rozgrywek w sezonie 2019/2020.
- Zgodnie z powyższą uchwałą podjęto również decyzję, że z IV ligi do klasy okręgowej nie spadnie żadna drużyna[21].

## Grupa XV (śląska I)

### Drużyny
W grupie występowało 16 zespołów, które walczyły o miejsce premiowane udziałem w barażach o awans do III ligi, grupa III.
| Uczestnicy poprzedniej edycji                                                                                 | Uczestnicy poprzedniej edycji | Uczestnicy poprzedniej edycji | Uczestnicy poprzedniej edycji |
| --- | ----------------------------- | ----------------------------- | ----------------------------- |
| ZAW | Warta Zawiercie               | 2                             |                               |
| RGR | RKS Grodziec                  | 3                             |                               |
| UDG | Unia Dąbrowa Górnicza         | 4                             |                               |
| ŚCE | Śląsk Świętochłowice          | 5                             |                               |
| SZO | Szombierki Bytom              | 6                             |                               |
| POR | Polonia Poraj                 | 7                             |                               |
| ORN | Gwarek Ornontowice            | 8                             |                               |
| UKO | Unia Kosztowy                 | 9                             |                               |
| RA2 | Raków II Częstochowa          | 10                            |                               |
| SIE | Przemsza Siewierz             | 11                            |                               |
| SRM | Sarmacja Będzin               | 12                            |                               |
| SRŚ | Slavia Ruda Śląska            | 13                            |                               |
| Spadek z III ligi 2018/2019                                                                                   |                               |                               |                               |
| grupa III |                               |                               |                               |
| RRA | Ruch Radzionków               | 16                            |                               |
| Awans z klasy okręgowej                                                                                       |                               |                               |                               |
| grupa Częstochowa                                                                                             |                               |                               |                               |
| ZKL | Znicz Kłobuck                 | 1                             |                               |
| grupa Katowice I                                                                                              |                               |                               |                               |
| MIK | AKS Mikołów                   | 1                             |                               |
| grupa Katowice IV                                                                                             |                               |                               |                               |
| DZB | Drama Zbrosławice             | 1                             |                               |
| Oznaczenia: - kolumna pierwsza – skróty nazw drużyn, - kolumna trzecia – miejsce zajęte w poprzednim sezonie. |                               |                               |                               |

### Tabela
| Lp. | Drużyna                  | M  | Z  | R | P  | Bramki | Bramki | Różn. | Pkt | Uwagi             | Bezpośrednio |
| --- | ------------------------ | -- | -- | - | -- | ------ | ------ | ----- | --- | ----------------- | ------------ |
| 1   | Szombierki Bytom (M) (B) | 15 | 10 | 3 | 2  | 32     | 19     | +13   | 33  | Baraże o III ligę |              |
| 2   | Unia Kosztowy            | 15 | 9  | 4 | 2  | 36     | 12     | +24   | 31  |                   |              |
| 3   | Znicz Kłobuck            | 15 | 9  | 2 | 4  | 37     | 20     | +17   | 29  |                   |              |
| 4   | Warta Zawiercie          | 15 | 8  | 1 | 6  | 33     | 24     | +9    | 25  |                   |              |
| 5   | Ruch Radzionków          | 15 | 7  | 3 | 5  | 30     | 21     | +9    | 24  |                   |              |
| 6   | AKS Mikołów              | 15 | 6  | 6 | 3  | 16     | 12     | +4    | 24  |                   |              |
| 7   | Przemsza Siewierz        | 15 | 5  | 5 | 5  | 28     | 31     | −3    | 20  |                   |              |
| 8   | Polonia Poraj            | 15 | 5  | 5 | 5  | 23     | 25     | −2    | 20  |                   |              |
| 9   | Raków II Częstochowa     | 15 | 6  | 2 | 7  | 26     | 28     | −2    | 20  |                   |              |
| 10  | Sarmacja Będzin          | 15 | 4  | 7 | 4  | 25     | 21     | +4    | 19  |                   |              |
| 11  | Unia Dąbrowa Górnicza    | 15 | 5  | 3 | 7  | 17     | 26     | −9    | 18  |                   |              |
| 12  | Śląsk Świętochłowice     | 15 | 5  | 3 | 7  | 22     | 32     | −10   | 18  |                   |              |
| 13  | Gwarek Ornontowice       | 15 | 5  | 3 | 7  | 27     | 25     | +2    | 18  |                   |              |
| 14  | Slavia Ruda Śląska       | 15 | 4  | 3 | 8  | 19     | 28     | −9    | 15  |                   |              |
| 15  | Drama Zbrosławice        | 15 | 2  | 3 | 10 | 23     | 50     | −27   | 9   |                   |              |
| 16  | RKS Grodziec             | 15 | 2  | 3 | 10 | 18     | 38     | −20   | 9   |                   |              |

Źródło: 90minut.pl (pol.) 
Oznaczenia: (M) – tytuł mistrzowski, (A) – awans, (S) – spadek.
Zasady ustalania kolejności: 1. liczba zdobytych punktów w całym cyklu rozgrywek; 2. liczba punktów zdobyta w meczach bezpośrednich; 3. różnica bramek w meczach bezpośrednich; 4. różnica bramek w meczach bezpośrednich – bramki zdobyte na wyjeździe liczone podwójnie; 5. różnica bramek w całym cyklu rozgrywek; 6. liczba zdobytych bramek w całym cyklu rozgrywek. 
Bezpośrednio: stosowane, gdy dwie lub więcej drużyn mają identyczny dorobek punktowy.
Objaśnienia:
* W związku z pandemią koronawirusa Zarząd Śląskiego Związku Piłki Nożnej w Katowicach w dniu 7 maja 2020 roku podjął decyzję o zakończeniu sezonu rozgrywkowego 2019/2020. Kolejność drużyn w tabeli po rozegraniu 15 kolejek meczów przyjęta została jako końcowa kolejność rozgrywek w sezonie 2019/2020.
- Podjęto również decyzję, że z IV ligi do klasy okręgowej nie spadnie żadna drużyna[23].

### Baraże o III ligę
Po zakończeniu sezonu rozegrano mecz barażowy o prawo gry w III lidze w sezonie 2020/2021 pomiędzy 1. drużyną IV ligi, grupa śląska I a 1. zespołem IV ligi, grupa śląska II. Mecz odbył się 20 czerwca 2019 na stadionie w Łaziskach Górnych.
| 20 czerwca 2020 18:00 | Szombierki Bytom | 0:2(po dogrywce)Raport | LKS Goczałkowice Zdrój · 93', 120' Piotr Ćwielong | Łaziska Górne |
|                       |                  |                        |                                                   |               |

Awans do III ligi, grupa III wywalczył LKS Goczałkowice Zdrój.

## Grupa XVI (śląska II)

### Drużyny
W grupie występuje 16 zespołów, które walczą o miejsce premiowane udziałem w barażach o awans do III ligi, grupa III.
| Uczestnicy poprzedniej edycji                                                                                 | Uczestnicy poprzedniej edycji | Uczestnicy poprzedniej edycji | Uczestnicy poprzedniej edycji |
| --- | ----------------------------- | ----------------------------- | ----------------------------- |
| CZN | LKS Czaniec                   | 1                             |                               |
| DRZ | Drzewiarz Jasienica           | 2                             |                               |
| KUŹ | Kuźnia Ustroń                 | 3                             |                               |
| LBE | LKS Bełk                      | 4                             |                               |
| PŁG | Polonia Łaziska Górne         | 5                             |                               |
| TY2 | GKS II Tychy                  | 6                             |                               |
| MRK | MRKS Czechowice-Dziedzice     | 7                             |                               |
| GOZ | LKS Goczałkowice Zdrój        | 8                             |                               |
| WIL | Wilki Wilcza                  | 9                             |                               |
| PO2 | Podbeskidzie II Bielsko-Biała | 10                            |                               |
| RAW | GKS Radziechowy-Wieprz        | 11                            |                               |
| COW | Odra Centrum Wodzisław Śląski | 12                            |                               |
| SPL | Spójnia Landek                | 13                            |                               |
| Awans z klasy okręgowej                                                                                       |                               |                               |                               |
| grupa Bielsko-Biała                                                                                           |                               |                               |                               |
| SKO | Beskid 09 Skoczów             | 1                             |                               |
| grupa Katowice II                                                                                             |                               |                               |                               |
| UKS | Unia Książenice               | 1                             |                               |
| grupa Katowice IV                                                                                             |                               |                               |                               |
| ODR | Odra Wodzisław Śląski         | 1                             |                               |
| Oznaczenia: - kolumna pierwsza – skróty nazw drużyn, - kolumna trzecia – miejsce zajęte w poprzednim sezonie. |                               |                               |                               |

Objaśnienia:
1. LKS Czaniec przegrał baraże o awans do III ligi z Polonią Bytom.

### Tabela
| Lp. | Drużyna                        | M  | Z | R | P  | Bramki | Bramki | Różn. | Pkt | Uwagi                     | Bezpośrednio |
| --- | ------------------------------ | -- | - | - | -- | ------ | ------ | ----- | --- | ------------------------- | ------------ |
| 1   | LKS Goczałkowice Zdrój (M) (B) | 15 | 9 | 4 | 2  | 27     | 17     | +10   | 31  | Baraże o III ligę         |              |
| 2   | GKS II Tychy                   | 15 | 9 | 2 | 4  | 36     | 20     | +16   | 29  |                           |              |
| 3   | Unia Książenice                | 15 | 8 | 3 | 4  | 33     | 26     | +7    | 27  |                           |              |
| 4   | Odra Wodzisław Śląski          | 15 | 8 | 3 | 4  | 31     | 17     | +14   | 27  |                           |              |
| 5   | Drzewiarz Jasienica            | 15 | 8 | 1 | 6  | 29     | 28     | +1    | 25  |                           |              |
| 6   | LKS Czaniec                    | 15 | 7 | 3 | 5  | 21     | 15     | +6    | 24  |                           |              |
| 7   | MRKS Czechowice-Dziedzice      | 15 | 7 | 2 | 6  | 29     | 29     | 0     | 23  |                           |              |
| 8   | Polonia Łaziska Górne          | 15 | 6 | 5 | 4  | 18     | 18     | 0     | 23  |                           |              |
| 9   | LKS Bełk                       | 15 | 7 | 2 | 6  | 25     | 30     | −5    | 23  |                           |              |
| 10  | Kuźnia Ustroń                  | 15 | 7 | 0 | 8  | 28     | 25     | +3    | 21  |                           |              |
| 11  | Podbeskidzie II Bielsko-Biała  | 15 | 6 | 2 | 7  | 21     | 24     | −3    | 20  |                           |              |
| 12  | Spójnia Landek                 | 15 | 5 | 4 | 6  | 17     | 20     | −3    | 19  |                           |              |
| 13  | Odra Centrum Wodzisław Śląski  | 15 | 5 | 1 | 9  | 20     | 35     | −15   | 16  |                           |              |
| 14  | GKS Radziechowy-Wieprz         | 15 | 3 | 5 | 7  | 22     | 27     | −5    | 14  |                           |              |
| 15  | Beskid 09 Skoczów1 (S)         | 15 | 2 | 3 | 10 | 28     | 39     | −11   | 9   | Spadek do klasy okręgowej |              |
| 16  | Wilki Wilcza                   | 15 | 2 | 2 | 11 | 14     | 29     | −15   | 8   |                           |              |

Źródło: 90minut 
Oznaczenia: (M) – tytuł mistrzowski, (A) – awans, (S) – spadek.
Zasady ustalania kolejności: 1. liczba zdobytych punktów w całym cyklu rozgrywek; 2. liczba punktów zdobyta w meczach bezpośrednich; 3. różnica bramek w meczach bezpośrednich; 4. różnica bramek w meczach bezpośrednich – bramki zdobyte na wyjeździe liczone podwójnie; 5. różnica bramek w całym cyklu rozgrywek; 6. liczba zdobytych bramek w całym cyklu rozgrywek. 
Bezpośrednio: stosowane, gdy dwie lub więcej drużyn mają identyczny dorobek punktowy.
Objaśnienia:
* W związku z pandemią koronawirusa Zarząd Śląskiego Związku Piłki Nożnej w Katowicach w dniu 7 maja 2020 roku podjął decyzję o zakończeniu sezonu rozgrywkowego 2019/2020. Kolejność drużyn w tabeli po rozegraniu 15 kolejek meczów przyjęta została jako końcowa kolejność rozgrywek w sezonie 2019/2020.
- Podjęto również decyzję, że z IV ligi do klasy okręgowej nie spadnie żadna drużyna[25].

### Baraże o III ligę
Po zakończeniu sezonu rozegrano mecz barażowy o prawo gry w III lidze w sezonie 2020/2021 pomiędzy 1. drużyną IV ligi, grupa śląska I a 1. zespołem IV ligi, grupa śląska II. Mecz odbył się 20 czerwca 2019 na stadionie w Łaziskach Górnych.
| 20 czerwca 2020 18:00 | Szombierki Bytom | 0:2(po dogrywce)Raport | LKS Goczałkowice Zdrój · 93', 120' Piotr Ćwielong | Łaziska Górne |
|                       |                  |                        |                                                   |               |

Awans do III ligi, grupa III wywalczył LKS Goczałkowice Zdrój.

## Grupa XVII (świętokrzyska)
| Lp. | Drużyna                   | M  | Z  | R | P  | Bramki | Bramki | Różn. | Pkt | Uwagi                   | Bezpośrednio |
| --- | ------------------------- | -- | -- | - | -- | ------ | ------ | ----- | --- | ----------------------- | ------------ |
| 1   | ŁKS Łagów (M) (A)         | 18 | 14 | 2 | 2  | 47     | 12     | +35   | 44  | Awans do III ligi       |              |
| 2   | GKS Nowiny                | 18 | 12 | 4 | 2  | 45     | 21     | +24   | 40  |                         |              |
| 3   | Czarni Połaniec           | 18 | 11 | 5 | 2  | 34     | 14     | +20   | 38  |                         |              |
| 4   | Granat Skarżysko-Kamienna | 18 | 10 | 5 | 3  | 33     | 17     | +16   | 35  |                         |              |
| 5   | Star Starachowice         | 18 | 10 | 2 | 6  | 31     | 28     | +3    | 32  |                         |              |
| 6   | Wierna Małogoszcz         | 18 | 8  | 5 | 5  | 38     | 28     | +10   | 29  |                         |              |
| 7   | Pogoń 1945 Staszów        | 18 | 8  | 2 | 8  | 27     | 30     | −3    | 26  | PST - ŁYS ŁYS - PST 1:3 |              |
| 8   | Łysica Bodzentyn          | 18 | 7  | 5 | 6  | 31     | 26     | +5    | 26  | PST - ŁYS ŁYS - PST 1:3 |              |
| 9   | Zdrój Busko-Zdrój         | 18 | 7  | 4 | 7  | 28     | 28     | 0     | 25  |                         |              |
| 10  | Neptun Końskie            | 18 | 6  | 5 | 7  | 25     | 31     | −6    | 23  |                         |              |
| 11  | GKS Rudki                 | 18 | 5  | 5 | 8  | 24     | 38     | −14   | 20  |                         |              |
| 12  | Lubrzanka Kajetanów       | 18 | 5  | 4 | 9  | 18     | 27     | −9    | 19  | KAJ - NID 0:0 NID - KAJ |              |
| 13  | Nida Pińczów              | 18 | 5  | 4 | 9  | 18     | 31     | −13   | 19  | KAJ - NID 0:0 NID - KAJ |              |
| 14  | Alit Ożarów               | 18 | 5  | 1 | 12 | 30     | 41     | −11   | 16  | ALO - JĘD JĘD - ALO 0:4 |              |
| 15  | Naprzód Jędrzejów         | 18 | 4  | 4 | 10 | 25     | 37     | −12   | 16  | ALO - JĘD JĘD - ALO 0:4 |              |
| 16  | Spartakus Daleszyce       | 18 | 3  | 6 | 9  | 22     | 32     | −10   | 15  |                         |              |
| 17  | Orlicz Suchedniów         | 18 | 3  | 4 | 11 | 22     | 45     | −23   | 13  | ORS - PRA PRA - ORS 1:2 |              |
| 18  | Partyzant Radoszyce       | 18 | 2  | 7 | 9  | 26     | 38     | −12   | 13  | ORS - PRA PRA - ORS 1:2 |              |

## Grupa XVIII (warmińsko-mazurska)
| Lp. | Drużyna                    | M  | Z  | R | P  | Bramki | Bramki | Różn. | Pkt | Uwagi             | Bezpośrednio |
| --- | -------------------------- | -- | -- | - | -- | ------ | ------ | ----- | --- | ----------------- | ------------ |
| 1   | GKS Wikielec (M) (A)       | 17 | 17 | 0 | 0  | 64     | 10     | +54   | 51  | Awans do III ligi |              |
| 2   | ITS Jeziorak Iława         | 17 | 12 | 1 | 4  | 52     | 17     | +35   | 37  |                   |              |
| 3   | Stomil II Olsztyn          | 17 | 12 | 0 | 5  | 44     | 21     | +23   | 36  |                   |              |
| 4   | Motor Lubawa               | 17 | 8  | 4 | 5  | 27     | 26     | +1    | 28  |                   |              |
| 5   | Mamry Giżycko              | 17 | 9  | 1 | 7  | 42     | 29     | +13   | 28  |                   |              |
| 6   | Mrągowia Mrągowo           | 17 | 9  | 1 | 7  | 43     | 25     | +18   | 28  |                   |              |
| 7   | Polonia Lidzbark Warmiński | 17 | 9  | 0 | 8  | 24     | 28     | −4    | 27  |                   |              |
| 8   | Mazur Ełk                  | 16 | 6  | 3 | 7  | 26     | 28     | −2    | 21  |                   |              |
| 9   | Pisa Barczewo              | 17 | 6  | 2 | 9  | 24     | 38     | −14   | 20  |                   |              |
| 10  | Granica Kętrzyn            | 17 | 5  | 3 | 9  | 25     | 52     | −27   | 18  |                   |              |
| 11  | Błękitni Orneta            | 16 | 5  | 3 | 8  | 22     | 44     | −22   | 18  |                   |              |
| 12  | Olimpia II Elbląg          | 17 | 5  | 3 | 9  | 34     | 29     | +5    | 18  |                   |              |
| 13  | Zatoka Braniewo            | 17 | 5  | 2 | 10 | 21     | 38     | −17   | 17  |                   |              |
| 14  | MKS Korsze                 | 16 | 4  | 4 | 8  | 22     | 33     | −11   | 16  |                   |              |
| 15  | Tęcza Biskupiec            | 17 | 5  | 0 | 12 | 22     | 46     | −24   | 15  |                   |              |
| 16  | Warmia Olsztyn             | 16 | 3  | 1 | 12 | 17     | 45     | −28   | 10  |                   |              |

Źródło: 90minut.pl (pol.) 
Oznaczenia: (M) – tytuł mistrzowski, (A) – awans, (S) – spadek.
Zasady ustalania kolejności: 1. liczba zdobytych punktów w całym cyklu rozgrywek; 2. liczba punktów zdobyta w meczach bezpośrednich; 3. różnica bramek w meczach bezpośrednich; 4. różnica bramek w meczach bezpośrednich – bramki zdobyte na wyjeździe liczone podwójnie; 5. różnica bramek w całym cyklu rozgrywek; 6. liczba zdobytych bramek w całym cyklu rozgrywek. 
Bezpośrednio: stosowane, gdy dwie lub więcej drużyn mają identyczny dorobek punktowy.
Objaśnienia:
* W związku z pandemią koronawirusa Zarząd Warmińsko-Mazurskiego Związku Piłki Nożnej w Olsztynie uchwałą z dnia 18 maja 2020 roku podjął decyzję o zakończeniu sezonu rozgrywkowego 2019/2020. Kolejność drużyn w tabeli po rozegraniu 17 kolejek meczów przyjęta została jako końcowa kolejność rozgrywek w sezonie 2019/2020.
- Podjęto również decyzję, że z IV ligi do klasy okręgowej nie spadnie żadna drużyna[27].

## Grupa XIX (wielkopolska)
| Lp. | Drużyna                           | M  | Z  | R | P  | Bramki | Bramki | Różn. | Pkt | Uwagi             | Bezpośrednio |
| --- | --------------------------------- | -- | -- | - | -- | ------ | ------ | ----- | --- | ----------------- | ------------ |
| 1   | LKS Gołuchów1 (M)                 | 17 | 12 | 2 | 3  | 37     | 18     | +19   | 38  |                   |              |
| 2   | Unia Swarzędz1 (A)                | 17 | 12 | 1 | 4  | 54     | 20     | +34   | 37  | Awans do III ligi |              |
| 3   | Victoria Września                 | 17 | 11 | 3 | 3  | 40     | 15     | +25   | 36  |                   |              |
| 4   | Tarnovia Tarnowo Podgórne         | 17 | 10 | 6 | 1  | 34     | 21     | +13   | 36  |                   |              |
| 5   | Pogoń Nowe Skalmierzyce           | 17 | 12 | 0 | 5  | 58     | 22     | +36   | 36  |                   |              |
| 6   | Lubuszanin Trzcianka              | 18 | 9  | 6 | 3  | 35     | 20     | +15   | 33  |                   |              |
| 7   | Polonia 1912 Leszno               | 17 | 8  | 4 | 5  | 39     | 27     | +12   | 28  |                   |              |
| 8   | Victoria Ostrzeszów               | 17 | 8  | 3 | 6  | 24     | 21     | +3    | 27  |                   |              |
| 9   | Centra Ostrów Wielkopolski        | 17 | 7  | 3 | 7  | 24     | 28     | −4    | 24  |                   |              |
| 10  | Obra Kościan                      | 17 | 7  | 2 | 8  | 30     | 27     | +3    | 23  |                   |              |
| 11  | Kotwica Kórnik                    | 17 | 7  | 2 | 8  | 30     | 29     | +1    | 23  |                   |              |
| 12  | Warta Międzychód                  | 17 | 5  | 6 | 6  | 31     | 29     | +2    | 21  |                   |              |
| 13  | Polonia Kępno                     | 17 | 5  | 5 | 7  | 22     | 31     | −9    | 20  |                   |              |
| 14  | Pogoń Lwówek2                     | 17 | 5  | 2 | 10 | 20     | 35     | −15   | 17  | Drużyna wycofana  |              |
| 15  | KS Opatówek3 (S)                  | 17 | 5  | 1 | 11 | 17     | 29     | −12   | 16  | Spadek do V ligi  |              |
| 16  | Ostrovia 1909 Ostrów Wielkopolski | 17 | 3  | 1 | 13 | 29     | 41     | −12   | 10  |                   |              |
| 17  | TPS Winogrady                     | 17 | 3  | 1 | 13 | 25     | 64     | −39   | 10  |                   |              |
| 18  | Olimpia Koło                      | 18 | 0  | 2 | 16 | 5      | 77     | −72   | 2   |                   |              |

Źródło: 90minut.pl (pol.) 
Oznaczenia: (M) – tytuł mistrzowski, (A) – awans, (S) – spadek.
Zasady ustalania kolejności: 1. liczba zdobytych punktów w całym cyklu rozgrywek; 2. liczba punktów zdobyta w meczach bezpośrednich; 3. różnica bramek w meczach bezpośrednich; 4. różnica bramek w meczach bezpośrednich – bramki zdobyte na wyjeździe liczone podwójnie; 5. różnica bramek w całym cyklu rozgrywek; 6. liczba zdobytych bramek w całym cyklu rozgrywek. 
Bezpośrednio: stosowane, gdy dwie lub więcej drużyn mają identyczny dorobek punktowy.
Objaśnienia:
1LKS Gołuchów nie otrzymał licencji na grę w III lidze, w związku z czym do III ligi awansowała Unia Swarzędz.
2Pogoń Lwówek wycofał się po rundzie jesiennej. Pierwotnie miał zostać przeniesiony na ostatnie miejsce w tabeli, jednak w związku z przedwczesnym zakończeniem rozgrywek zachowano jego pierwotne miejsce.
3KS Opatówek zrezygnował z udziału w IV lidze w następnym sezonie i przystąpił do rozgrywek V ligi.
- W związku z pandemią koronawirusa Zarząd Wielkopolskiego Związku Piłki Nożnej w Poznaniu uchwałą z dnia 14 maja 2020 roku podjął decyzję o zakończeniu sezonu rozgrywkowego 2019/2020. Kolejność drużyn w tabeli po rozegraniu 17 kolejek meczów przyjęta została jako końcowa kolejność rozgrywek w sezonie 2019/2020.
- Podjęto również decyzję, że z IV ligi do klasy okręgowej nie spadnie żadna drużyna[30].

## Grupa XX (zachodniopomorska)
| Lp. | Drużyna              | M  | Z  | R | P  | Bramki | Bramki | Różn. | Pkt | Uwagi             | Bezpośrednio |
| --- | -------------------- | -- | -- | - | -- | ------ | ------ | ----- | --- | ----------------- | ------------ |
| 1   | Flota Świnoujście    | 18 | 12 | 4 | 2  | 54     | 17     | +37   | 40  | Awans do III ligi |              |
| 2   | Kluczevia Stargard   | 18 | 11 | 2 | 5  | 42     | 36     | +6    | 35  |                   |              |
| 3   | Ina Goleniów         | 18 | 10 | 3 | 5  | 48     | 24     | +24   | 33  |                   |              |
| 4   | MKP Szczecinek       | 18 | 9  | 3 | 6  | 43     | 36     | +7    | 30  |                   |              |
| 5   | Rasel Dygowo         | 18 | 9  | 3 | 6  | 30     | 25     | +5    | 30  |                   |              |
| 6   | Hutnik Szczecin      | 18 | 9  | 3 | 6  | 46     | 30     | +16   | 30  |                   |              |
| 7   | Błękitni II Stargard | 18 | 9  | 2 | 7  | 43     | 29     | +14   | 29  |                   |              |
| 8   | Orzeł Wałcz          | 18 | 8  | 4 | 6  | 28     | 26     | +2    | 28  |                   |              |
| 9   | Darłovia Darłowo     | 17 | 8  | 3 | 6  | 36     | 25     | +11   | 27  |                   |              |
| 10  | Vineta Wolin         | 18 | 7  | 6 | 5  | 34     | 20     | +14   | 27  |                   |              |
| 11  | Rega Trzebiatów      | 18 | 7  | 5 | 6  | 27     | 30     | −3    | 26  |                   |              |
| 12  | Leśnik Manowo        | 17 | 8  | 1 | 8  | 27     | 29     | −2    | 25  |                   |              |
| 13  | Olimp Gościno        | 18 | 4  | 7 | 7  | 20     | 37     | −17   | 19  |                   |              |
| 14  | Gryf Kamień Pomorski | 18 | 5  | 4 | 9  | 23     | 42     | −19   | 19  |                   |              |
| 15  | Lech Czaplinek       | 18 | 4  | 5 | 9  | 18     | 28     | −10   | 17  |                   |              |
| 16  | Sokół Karlino        | 18 | 3  | 3 | 12 | 17     | 43     | −26   | 12  |                   |              |
| 17  | Iskierka Śmierdnica  | 18 | 2  | 5 | 11 | 26     | 48     | −22   | 11  |                   |              |
| 18  | Sparta Węgorzyno     | 18 | 2  | 5 | 11 | 18     | 55     | −37   | 11  |                   |              |

Źródło: 90minut (pol.) 
Oznaczenia: (M) – tytuł mistrzowski, (A) – awans, (S) – spadek.
Zasady ustalania kolejności: 1. liczba zdobytych punktów w całym cyklu rozgrywek; 2. liczba punktów zdobyta w meczach bezpośrednich; 3. różnica bramek w meczach bezpośrednich; 4. różnica bramek w meczach bezpośrednich – bramki zdobyte na wyjeździe liczone podwójnie; 5. różnica bramek w całym cyklu rozgrywek; 6. liczba zdobytych bramek w całym cyklu rozgrywek. 
Bezpośrednio: stosowane, gdy dwie lub więcej drużyn mają identyczny dorobek punktowy.
Objaśnienia:
* W związku z pandemią koronawirusa Zarząd Zachodniopomorskiego Związku Piłki Nożnej w Szczecinie uchwałą z dnia 11 maja 2020 roku podjął decyzję o zakończeniu sezonu rozgrywkowego 2019/2020. Kolejność drużyn w tabeli po rozegraniu 18 kolejek meczów przyjęta została jako końcowa kolejność rozgrywek w sezonie 2019/2020.
- Podjęto również decyzję, że z IV ligi do klasy okręgowej nie spadnie żadna drużyna[31].